# Đội hình tham dự Cúp bóng đá châu Á 2023

Cúp bóng đá châu Á 2023 là một giải đấu bóng đá quốc tế được tổ chức tại Qatar từ ngày 12 tháng 1 đến ngày 10 tháng 2 năm 2024. 24 đội tuyển quốc gia tham gia giải đấu được yêu cầu phải đăng ký một đội hình với tối thiểu 18 cầu thủ và tối đa 26 cầu thủ, trong đó ít nhất ba người phải là thủ môn. Chỉ những cầu thủ trong các đội hình này mới đủ điều kiện tham gia giải đấu.
Trước khi công bố đội hình chính thức, các đội phải gửi cho AFC một đội hình sơ bộ gồm 18 đến 50 cầu thủ; đội hình chính thức của mỗi quốc gia phải được nộp ít nhất mười ngày trước trận đấu đầu tiên của giải đấu (Quy định 26.7.3). Việc thay thế cầu thủ được phép diễn ra cho đến sáu giờ trước trận đấu đầu tiên của đội tại Cúp bóng đá châu Á (Quy định 26.9). Vào tháng 12 năm 2023, AFC đã chấp thuận tăng số lượng cầu thủ tối đa có trong danh sách cuối cùng từ 23 lên 26 (Quy định 26.7). Vào ngày 4 tháng 1 năm 2024, AFC đã công bố danh sách cuối cùng kèm theo số áo của đội hình.
Độ tuổi được liệt kê cho mỗi cầu thủ là tính đến ngày 12 tháng 1 năm 2024, ngày đầu tiên của giải đấu. Số lần khoác áo và số bàn thắng được liệt kê cho mỗi cầu thủ không bao gồm bất kỳ trận đấu nào được chơi sau khi giải đấu bắt đầu. Mỗi câu lạc bộ được liệt kê ở đây là các câu lạc bộ mà cầu thủ đại diện lần cuối trước khi tham gia giải đấu và quốc tịch của mỗi câu lạc bộ phản ánh hiệp hội quốc gia (không phải giải đấu) mà câu lạc bộ trực thuộc. Một lá cờ được bao gồm cho các huấn luyện viên có quốc tịch khác với đội tuyển quốc gia của họ.

## Bảng A

### Qatar
Qatar đã công bố danh sách sơ bộ gồm 27 cầu thủ vào ngày 22 tháng 12 năm 2023. Ngày 30 tháng 12, Osamah Al-Tairi đã rút lui vì bị thương và được thay thế bởi Ismaeel Mohammad. Vào ngày 2 tháng 1 năm 2024, Mohammed Muntari đã rút lui vì bị thương và được thay thế bởi Khaled Mohammed. Đội hình cuối cùng được công bố vào ngày 3 tháng 1.
Huấn luyện viên:  Tintín Márquez
| Số | VT | Cầu thủ                       | Ngày sinh (tuổi)            | Trận | Bàn | Câu lạc bộ |
| -- | -- | ----------------------------- | --------------------------- | ---- | --- | ---------- |
| 1  | TM | Saad Al-Sheeb                 | 19 tháng 2, 1990 (33 tuổi)  | 84   | 0   | Al-Sadd    |
| 2  | HV | Pedro Miguel                  | 6 tháng 8, 1990 (33 tuổi)   | 90   | 1   | Al-Sadd    |
| 3  | HV | Al-Mahdi Ali Mukhtar          | 2 tháng 3, 1992 (31 tuổi)   | 58   | 3   | Al-Wakrah  |
| 4  | TV | Mohammed Waad                 | 18 tháng 9, 1999 (24 tuổi)  | 36   | 0   | Al-Sadd    |
| 5  | HV | Tarek Salman                  | 5 tháng 12, 1997 (26 tuổi)  | 71   | 0   | Al-Sadd    |
| 6  | TV | Abdulaziz Hatem               | 1 tháng 1, 1990 (34 tuổi)   | 112  | 11  | Al-Rayyan  |
| 7  | TĐ | Ahmed Alaaeldin               | 31 tháng 1, 1993 (30 tuổi)  | 60   | 7   | Al-Gharafa |
| 8  | TV | Ali Assadalla                 | 19 tháng 1, 1993 (30 tuổi)  | 72   | 12  | Al-Sadd    |
| 9  | TĐ | Yusuf Abdurisag               | 6 tháng 8, 1999 (24 tuổi)   | 26   | 3   | Al-Sadd    |
| 10 | TV | Hassan Al-Haydos (Đội trưởng) | 11 tháng 12, 1990 (33 tuổi) | 176  | 39  | Al-Sadd    |
| 11 | TĐ | Akram Afif                    | 18 tháng 11, 1996 (27 tuổi) | 96   | 26  | Al-Sadd    |
| 12 | HV | Lucas Mendes                  | 3 tháng 7, 1990 (33 tuổi)   | 1    | 0   | Al-Wakrah  |
| 13 | TĐ | Khalid Muneer                 | 24 tháng 2, 1998 (25 tuổi)  | 8    | 1   | Al-Wakrah  |
| 14 | HV | Homam Ahmed                   | 25 tháng 8, 1999 (24 tuổi)  | 47   | 3   | Al-Gharafa |
| 15 | HV | Bassam Al-Rawi                | 16 tháng 12, 1997 (26 tuổi) | 69   | 2   | Al-Rayyan  |
| 16 | HV | Boualem Khoukhi               | 9 tháng 7, 1990 (33 tuổi)   | 110  | 20  | Al-Sadd    |
| 17 | TĐ | Ismaeel Mohammad              | 5 tháng 4, 1990 (33 tuổi)   | 70   | 4   | Al-Duhail  |
| 18 | HV | Sultan Al-Brake               | 7 tháng 4, 1996 (27 tuổi)   | 4    | 0   | Al-Duhail  |
| 19 | TĐ | Almoez Ali                    | 19 tháng 8, 1996 (27 tuổi)  | 96   | 50  | Al-Duhail  |
| 20 | TV | Ahmed Fatehi                  | 25 tháng 1, 1993 (30 tuổi)  | 22   | 0   | Al-Arabi   |
| 21 | TM | Salah Zakaria                 | 24 tháng 4, 1999 (24 tuổi)  | 4    | 0   | Al-Duhail  |
| 22 | TM | Meshaal Barsham               | 14 tháng 2, 1998 (25 tuổi)  | 33   | 0   | Al-Sadd    |
| 23 | TV | Mostafa Meshaal               | 28 tháng 3, 2001 (22 tuổi)  | 13   | 2   | Al-Sadd    |
| 24 | TV | Jassem Gaber                  | 20 tháng 2, 2002 (21 tuổi)  | 12   | 0   | Al-Arabi   |
| 25 | TĐ | Ahmed Al Ganehi               | 22 tháng 9, 2000 (23 tuổi)  | 0    | 0   | Al-Gharafa |
| 26 | TV | Khaled Mohammed               | 7 tháng 6, 2000 (23 tuổi)   | 2    | 0   | Al-Duhail  |

### Trung Quốc
Trung Quốc đã công bố đội hình cuối cùng của họ vào ngày 12 tháng 12 năm 2023. Vào ngày 21 tháng 12, Nico Yennaris đã rút khỏi đội vì lý do cá nhân và được thay thế bởi Xu Xin.
Huấn luyện viên:  Aleksandar Janković
| Số | VT | Cầu thủ            | Ngày sinh (tuổi)            | Trận | Bàn | Câu lạc bộ           |
| -- | -- | ------------------ | --------------------------- | ---- | --- | -------------------- |
| 1  | TM | Yan Junling        | 28 tháng 1, 1991 (32 tuổi)  | 53   | 0   | Shanghai Port        |
| 2  | HV | Jiang Guangtai     | 30 tháng 5, 1994 (29 tuổi)  | 21   | 1   | Shanghai Port        |
| 3  | HV | Zhu Chenjie        | 23 tháng 8, 2000 (23 tuổi)  | 23   | 1   | Shanghai Shenhua     |
| 4  | HV | Li Lei             | 30 tháng 5, 1992 (31 tuổi)  | 12   | 0   | Beijing Guoan        |
| 5  | HV | Zhang Linpeng      | 9 tháng 5, 1989 (34 tuổi)   | 101  | 6   | Shanghai Port        |
| 6  | TV | Wang Shangyuan     | 2 tháng 6, 1993 (30 tuổi)   | 12   | 1   | Henan                |
| 7  | TĐ | Wu Lei             | 19 tháng 11, 1991 (32 tuổi) | 91   | 32  | Shanghai Port        |
| 8  | TV | Xu Xin             | 19 tháng 4, 1994 (29 tuổi)  | 13   | 1   | Shanghai Port        |
| 9  | TĐ | Zhang Yuning       | 5 tháng 1, 1997 (27 tuổi)   | 25   | 5   | Beijing Guoan        |
| 10 | TV | Xie Pengfei        | 29 tháng 6, 1993 (30 tuổi)  | 13   | 0   | Wuhan Three Towns    |
| 11 | TĐ | Tan Long           | 1 tháng 4, 1988 (35 tuổi)   | 17   | 3   | Changchun Yatai      |
| 12 | TM | Jian Tao           | 22 tháng 6, 2001 (22 tuổi)  | 0    | 0   | Chengdu Rongcheng    |
| 13 | HV | Xu Haofeng         | 27 tháng 1, 1999 (24 tuổi)  | 4    | 0   | Shenzhen             |
| 14 | TM | Wang Dalei         | 10 tháng 1, 1989 (35 tuổi)  | 28   | 0   | Shandong Taishan     |
| 15 | TV | Wu Xi (Đội trưởng) | 19 tháng 2, 1989 (34 tuổi)  | 88   | 9   | Shanghai Shenhua     |
| 16 | TV | Gao Tianyi         | 1 tháng 7, 1998 (25 tuổi)   | 4    | 0   | Beijing Guoan        |
| 17 | TV | Chen Pu            | 15 tháng 1, 1997 (26 tuổi)  | 7    | 0   | Shandong Taishan     |
| 18 | TV | Dai Weijun         | 25 tháng 7, 1999 (24 tuổi)  | 12   | 0   | Shanghai Shenhua     |
| 19 | HV | Liu Yang           | 17 tháng 6, 1995 (28 tuổi)  | 22   | 0   | Shandong Taishan     |
| 20 | TĐ | Wei Shihao         | 8 tháng 4, 1995 (28 tuổi)   | 26   | 3   | Wuhan Three Towns    |
| 21 | TV | Liu Binbin         | 16 tháng 6, 1993 (30 tuổi)  | 18   | 1   | Shandong Taishan     |
| 22 | HV | Wu Shaocong        | 20 tháng 3, 2000 (23 tuổi)  | 7    | 0   | Gençlerbirliği       |
| 23 | TV | Lin Liangming      | 4 tháng 6, 1997 (26 tuổi)   | 7    | 2   | Dalian Pro           |
| 24 | HV | Jiang Shenglong    | 24 tháng 12, 2000 (23 tuổi) | 6    | 0   | Shanghai Shenhua     |
| 25 | TM | Liu Dianzuo        | 25 tháng 6, 1990 (33 tuổi)  | 4    | 0   | Wuhan Three Towns    |
| 26 | TV | Wang Qiuming       | 9 tháng 1, 1993 (31 tuổi)   | 5    | 1   | Tianjin Jinmen Tiger |

### Tajikistan
Tajikistan đã công bố danh sách sơ bộ gồm 27 cầu thủ vào ngày 12 tháng 12 năm 2023. Đội hình cuối cùng được công bố vào ngày 4 tháng 1 năm 2024. Ngày 12 tháng 1, Amirbek Juraboev đã rút lui vì bị thương và được thay thế bởi Komron Tursunov.
Huấn luyện viên:  Petar Šegrt
| Số | VT | Cầu thủ                     | Ngày sinh (tuổi)            | Trận | Bàn | Câu lạc bộ             |
| -- | -- | --------------------------- | --------------------------- | ---- | --- | ---------------------- |
| 1  | TM | Rustam Yatimov              | 13 tháng 7, 1998 (25 tuổi)  | 36   | 0   | Istiklol               |
| 2  | HV | Zoir Dzhuraboyev            | 16 tháng 9, 1998 (25 tuổi)  | 32   | 1   | Neftchi Fergana        |
| 3  | HV | Tabrezi Davlatmir           | 6 tháng 6, 1998 (25 tuổi)   | 28   | 0   | Istiklol               |
| 4  | HV | Kholmurod Nazarov           | 4 tháng 2, 1992 (31 tuổi)   | 3    | 0   | Ravshan Kulob          |
| 5  | HV | Manuchekhr Safarov          | 31 tháng 5, 2001 (22 tuổi)  | 30   | 0   | Neftchi Fergana        |
| 6  | HV | Vakhdat Khanonov            | 25 tháng 7, 2000 (23 tuổi)  | 25   | 2   | Persepolis             |
| 7  | TV | Parvizdzhon Umarbayev       | 1 tháng 11, 1994 (29 tuổi)  | 45   | 9   | CSKA 1948              |
| 8  | TV | Komron Tursunov             | 24 tháng 4, 1996 (27 tuổi)  | 28   | 6   | Gokulam Kerala         |
| 9  | TĐ | Rustam Soirov               | 12 tháng 9, 2002 (21 tuổi)  | 12   | 2   | Lokomotiv Tashkent     |
| 10 | TV | Alisher Dzhalilov           | 29 tháng 8, 1993 (30 tuổi)  | 20   | 6   | Istiklol               |
| 11 | TV | Mukhammadzhon Rakhimov      | 15 tháng 10, 1998 (25 tuổi) | 48   | 3   | Bukhara                |
| 12 | HV | Sodikjon Kurbonov           | 19 tháng 1, 2003 (20 tuổi)  | 2    | 0   | Istiklol               |
| 13 | TV | Amadoni Kamolov             | 16 tháng 1, 2003 (20 tuổi)  | 2    | 2   | Istiklol               |
| 14 | TV | Alisher Shukurov            | 30 tháng 3, 2002 (21 tuổi)  | 1    | 0   | Kuktosh                |
| 15 | TĐ | Shervoni Mabatshoev         | 4 tháng 12, 2000 (23 tuổi)  | 17   | 3   | Istiklol               |
| 16 | TM | Daler Barotov               | 29 tháng 1, 1999 (24 tuổi)  | 2    | 0   | Istaravshan            |
| 17 | TV | Ehson Panjshanbe            | 12 tháng 5, 1999 (24 tuổi)  | 45   | 6   | Istiklol               |
| 18 | TV | Ruslan Khayloev             | 29 tháng 10, 2003 (20 tuổi) | 2    | 0   | Tyumen                 |
| 19 | HV | Akhtam Nazarov (Đội trưởng) | 29 tháng 9, 1992 (31 tuổi)  | 76   | 5   | Istiklol               |
| 20 | TV | Alidzhoni Ayni              | 6 tháng 8, 2004 (19 tuổi)   | 10   | 0   | Istiklol               |
| 21 | TV | Vaisiddin Safarov           | 15 tháng 4, 1996 (27 tuổi)  | 3    | 0   | CSKA Pamir Dushanbe    |
| 22 | TĐ | Shahrom Samiev              | 8 tháng 2, 2001 (22 tuổi)   | 22   | 7   | Milsami Orhei          |
| 23 | TM | Mukhriddin Khasanov         | 23 tháng 9, 2002 (21 tuổi)  | 1    | 0   | Istiklol               |
| 24 | HV | Daler Imomnazarov           | 31 tháng 5, 1995 (28 tuổi)  | 4    | 0   | Eskhata Khujand        |
| 25 | TĐ | Nuriddin Khamrokulov        | 25 tháng 10, 1999 (24 tuổi) | 12   | 1   | Regar-TadAZ Tursunzoda |
| 26 | TĐ | Muhammadali Azizboev        | 4 tháng 1, 2003 (21 tuổi)   | 2    | 0   | Khosilot Farkhor       |

### Liban
Liban công bố danh sách sơ bộ gồm 31 người vào ngày 16 tháng 12 năm 2023. Đội hình cuối cùng được công bố vào ngày 30 tháng 12. Vào ngày 6 tháng 1 năm 2024, George Felix Melki rút lui vì chấn thương và được thay thế bởi Khalil Khamis.
Huấn luyện viên:  Miodrag Radulović
| Số | VT | Cầu thủ                     | Ngày sinh (tuổi)            | Trận | Bàn | Câu lạc bộ     |
| -- | -- | --------------------------- | --------------------------- | ---- | --- | -------------- |
| 1  | TM | Mehdi Khalil                | 19 tháng 9, 1991 (32 tuổi)  | 56   | 0   | Al-Faisaly     |
| 2  | TV | Yahya El Hindi              | 24 tháng 9, 1998 (25 tuổi)  | 4    | 0   | Al-Ansar       |
| 3  | HV | Maher Sabra                 | 14 tháng 1, 1992 (31 tuổi)  | 20   | 1   | Nejmeh         |
| 4  | HV | Nour Mansour                | 22 tháng 10, 1989 (34 tuổi) | 65   | 3   | Al-Ahed        |
| 5  | HV | Nassar Nassar               | 1 tháng 1, 1992 (32 tuổi)   | 18   | 0   | Al-Ansar       |
| 6  | HV | Hussein Zein                | 27 tháng 1, 1995 (28 tuổi)  | 30   | 0   | Al-Ahed        |
| 7  | TĐ | Hassan Maatouk (Đội trưởng) | 10 tháng 8, 1987 (36 tuổi)  | 116  | 23  | Al-Ansar       |
| 8  | TĐ | Soony Saad                  | 17 tháng 8, 1992 (31 tuổi)  | 37   | 7   | Penang         |
| 9  | TĐ | Hilal El-Helwe              | 24 tháng 11, 1994 (29 tuổi) | 50   | 9   | Bourj          |
| 10 | TV | Mohamad Haidar              | 8 tháng 11, 1989 (34 tuổi)  | 89   | 5   | Al-Ahed        |
| 11 | TĐ | Omar Chaaban                | 3 tháng 1, 1994 (30 tuổi)   | 11   | 1   | AFC Wimbledon  |
| 12 | HV | Robert Alexander Melki      | 14 tháng 11, 1992 (31 tuổi) | 26   | 0   | Al-Ansar       |
| 13 | HV | Khalil Khamis               | 12 tháng 1, 1995 (29 tuổi)  | 3    | 0   | Al-Ahed        |
| 14 | TV | Mouhammed-Ali Dhaini        | 1 tháng 3, 1994 (29 tuổi)   | 26   | 0   | Al-Ansar       |
| 15 | TV | Jihad Ayoub                 | 30 tháng 3, 1995 (28 tuổi)  | 13   | 0   | PSS Sleman     |
| 16 | TV | Walid Shour                 | 10 tháng 6, 1996 (27 tuổi)  | 22   | 0   | Al-Ahed        |
| 17 | TĐ | Ali Al Haj                  | 2 tháng 2, 2001 (22 tuổi)   | 13   | 1   | Al-Ahed        |
| 18 | HV | Kassem El Zein              | 2 tháng 12, 1990 (33 tuổi)  | 40   | 1   | Nejmeh         |
| 19 | TĐ | Daniel Kuri                 | 22 tháng 1, 1999 (24 tuổi)  | 6    | 0   | Atlante        |
| 20 | TV | Ali Tneich                  | 16 tháng 7, 1992 (31 tuổi)  | 16   | 1   | Al-Ansar       |
| 21 | TM | Mostafa Matar               | 10 tháng 9, 1995 (28 tuổi)  | 22   | 0   | Al-Ahed        |
| 22 | TĐ | Bassel Jradi                | 6 tháng 7, 1993 (30 tuổi)   | 20   | 2   | Bangkok United |
| 23 | TM | Ali Sabeh                   | 24 tháng 6, 1994 (29 tuổi)  | 9    | 0   | Nejmeh         |
| 24 | TĐ | Gabriel Bitar               | 23 tháng 8, 1998 (25 tuổi)  | 3    | 0   | Vancouver FC   |
| 25 | TV | Hasan Srour                 | 18 tháng 12, 2001 (22 tuổi) | 9    | 0   | Al-Ahed        |
| 26 | HV | Hassan Chaitou              | 16 tháng 6, 1991 (32 tuổi)  | 19   | 0   | Safa           |

## Bảng B

### Úc
Úc đã công bố đội hình chính thức của họ vào ngày 22 tháng 12 năm 2023.
Huấn luyện viên: Graham Arnold
| Số | VT | Cầu thủ                  | Ngày sinh (tuổi)            | Trận | Bàn | Câu lạc bộ               |
| -- | -- | ------------------------ | --------------------------- | ---- | --- | ------------------------ |
| 1  | TM | Mathew Ryan (Đội trưởng) | 8 tháng 4, 1992 (31 tuổi)   | 86   | 0   | AZ                       |
| 2  | HV | Thomas Deng              | 20 tháng 3, 1997 (26 tuổi)  | 3    | 0   | Albirex Niigata          |
| 3  | HV | Nathaniel Atkinson       | 13 tháng 6, 1999 (24 tuổi)  | 8    | 0   | Heart of Midlothian      |
| 4  | HV | Kye Rowles               | 24 tháng 6, 1998 (25 tuổi)  | 13   | 0   | Heart of Midlothian      |
| 5  | HV | Jordan Bos               | 29 tháng 10, 2002 (21 tuổi) | 6    | 0   | Westerlo                 |
| 6  | TĐ | Martin Boyle             | 25 tháng 4, 1993 (30 tuổi)  | 23   | 6   | Hibernian                |
| 7  | TĐ | Samuel Silvera           | 25 tháng 10, 2000 (23 tuổi) | 2    | 0   | Middlesbrough            |
| 8  | TV | Connor Metcalfe          | 5 tháng 11, 1999 (24 tuổi)  | 13   | 0   | FC St. Pauli             |
| 9  | TĐ | Bruno Fornaroli          | 7 tháng 9, 1987 (36 tuổi)   | 2    | 0   | Melbourne Victory        |
| 10 | TĐ | Kusini Yengi             | 15 tháng 1, 1999 (24 tuổi)  | 1    | 0   | Portsmouth               |
| 11 | TĐ | Marco Tilio              | 23 tháng 8, 2001 (22 tuổi)  | 7    | 0   | Celtic                   |
| 12 | TM | Lawrence Thomas          | 9 tháng 5, 1992 (31 tuổi)   | 1    | 0   | Western Sydney Wanderers |
| 13 | TV | Aiden O'Neill            | 4 tháng 7, 1998 (25 tuổi)   | 7    | 0   | Standard Liège           |
| 14 | TV | Riley McGree             | 2 tháng 11, 1998 (25 tuổi)  | 18   | 1   | Middlesbrough            |
| 15 | TĐ | Mitchell Duke            | 18 tháng 1, 1991 (32 tuổi)  | 32   | 11  | Machida Zelvia           |
| 16 | HV | Aziz Behich              | 16 tháng 12, 1990 (33 tuổi) | 63   | 2   | Melbourne City           |
| 17 | TV | Keanu Baccus             | 7 tháng 6, 1998 (25 tuổi)   | 12   | 0   | St Mirren                |
| 18 | TM | Joe Gauci                | 4 tháng 7, 2000 (23 tuổi)   | 1    | 0   | Adelaide United          |
| 19 | HV | Harry Souttar            | 22 tháng 10, 1998 (25 tuổi) | 21   | 10  | Leicester City           |
| 20 | HV | Lewis Miller             | 24 tháng 8, 2000 (23 tuổi)  | 4    | 0   | Hibernian                |
| 21 | HV | Cameron Burgess          | 21 tháng 10, 1995 (28 tuổi) | 3    | 0   | Ipswich Town             |
| 22 | TV | Jackson Irvine           | 7 tháng 3, 1993 (30 tuổi)   | 60   | 9   | FC St. Pauli             |
| 23 | TĐ | Craig Goodwin            | 16 tháng 12, 1991 (32 tuổi) | 20   | 2   | Al-Wehda                 |
| 24 | TV | Patrick Yazbek           | 5 tháng 4, 2002 (21 tuổi)   | 0    | 0   | Viking                   |
| 25 | HV | Gethin Jones             | 13 tháng 10, 1995 (28 tuổi) | 0    | 0   | Bolton Wanderers         |
| 26 | TĐ | John Iredale             | 1 tháng 8, 1999 (24 tuổi)   | 0    | 0   | Wehen Wiesbaden          |

### Uzbekistan
Uzbekistan đã công bố danh sách sơ bộ gồm 28 cầu thủ vào ngày 30 tháng 12 năm 2023. Đội hình cuối cùng được công bố vào ngày 4 tháng 1 năm 2024. Vào ngày 11 tháng 1, Husniddin Aliqulov đã rút lui vì bị thương và được thay thế bởi Shokhboz Umarov.
Huấn luyện viên:  Srečko Katanec
| Số | VT | Cầu thủ                            | Ngày sinh (tuổi)            | Trận | Bàn | Câu lạc bộ         |
| -- | -- | ---------------------------------- | --------------------------- | ---- | --- | ------------------ |
| 1  | TM | Utkir Yusupov                      | 4 tháng 1, 1991 (33 tuổi)   | 21   | 0   | Navbahor Namangan  |
| 2  | HV | Mukhammadkodir Khamraliev          | 6 tháng 7, 2001 (22 tuổi)   | 0    | 0   | Pakhtakor Tashkent |
| 3  | HV | Khojiakbar Alijonov                | 19 tháng 4, 1997 (26 tuổi)  | 32   | 1   | Pakhtakor Tashkent |
| 4  | HV | Farrukh Sayfiev                    | 17 tháng 1, 1991 (32 tuổi)  | 48   | 1   | Pakhtakor Tashkent |
| 5  | HV | Rustam Ashurmatov                  | 7 tháng 7, 1996 (27 tuổi)   | 28   | 0   | Rubin Kazan        |
| 6  | TV | Diyor Kholmatov                    | 22 tháng 7, 2002 (21 tuổi)  | 0    | 0   | Pakhtakor Tashkent |
| 7  | TV | Otabek Shukurov                    | 22 tháng 6, 1996 (27 tuổi)  | 61   | 7   | Fatih Karagümrük   |
| 8  | TV | Jamshid Iskanderov                 | 16 tháng 10, 1993 (30 tuổi) | 31   | 4   | Navbahor Namangan  |
| 9  | TV | Odiljon Hamrobekov                 | 13 tháng 2, 1996 (27 tuổi)  | 45   | 0   | Pakhtakor Tashkent |
| 10 | TV | Jaloliddin Masharipov (đội trưởng) | 1 tháng 9, 1993 (30 tuổi)   | 54   | 10  | Panserraikos       |
| 11 | TV | Oston Urunov                       | 19 tháng 12, 2000 (23 tuổi) | 21   | 5   | Navbahor Namangan  |
| 12 | TM | Abduvohid Nematov                  | 20 tháng 3, 2001 (22 tuổi)  | 7    | 0   | Nasaf              |
| 13 | HV | Sherzod Nasrullaev                 | 23 tháng 7, 1998 (25 tuổi)  | 17   | 0   | Nasaf              |
| 14 | TV | Jamshid Boltaboev                  | 3 tháng 10, 1996 (27 tuổi)  | 2    | 0   | Navbahor Namangan  |
| 15 | HV | Umar Eshmurodov                    | 30 tháng 11, 1992 (31 tuổi) | 20   | 0   | Nasaf              |
| 16 | TM | Botirali Ergashev                  | 23 tháng 6, 1995 (28 tuổi)  | 3    | 0   | AGMK               |
| 17 | TĐ | Bobur Abdikholikov                 | 23 tháng 4, 1997 (26 tuổi)  | 11   | 1   | Ordabasy           |
| 18 | HV | Abdulla Abdullaev                  | 1 tháng 9, 1997 (26 tuổi)   | 14   | 0   | Khor Fakkan        |
| 19 | TV | Azizbek Turgunboev                 | 1 tháng 10, 1994 (29 tuổi)  | 24   | 2   | Pakhtakor Tashkent |
| 20 | TV | Khojimat Erkinov                   | 29 tháng 5, 2001 (22 tuổi)  | 19   | 3   | Torpedo Moscow     |
| 21 | TĐ | Igor Sergeyev                      | 30 tháng 4, 1993 (30 tuổi)  | 70   | 18  | BG Pathum United   |
| 22 | TV | Abbosbek Fayzullaev                | 3 tháng 10, 2003 (20 tuổi)  | 7    | 1   | CSKA Moscow        |
| 23 | TV | Shokhboz Umarov                    | 9 tháng 3, 1999 (24 tuổi)   | 4    | 0   | Ordabasy           |
| 24 | TĐ | Azizbek Amonov                     | 30 tháng 10, 1997 (26 tuổi) | 3    | 1   | Nasaf              |
| 25 | HV | Abdukodir Khusanov                 | 29 tháng 2, 2004 (19 tuổi)  | 7    | 0   | Lens               |
| 26 | HV | Zafarmurod Abdurakhmatov           | 28 tháng 4, 2003 (20 tuổi)  | 0    | 0   | Nasaf              |

### Syria
Syria đã công bố danh sách sơ bộ gồm 33 cầu thủ vào ngày 20 tháng 12 năm 2023. The final squad was announced on 31 December. Vào ngày 2 tháng 1 năm 2024, Mardik Mardikian rút lui vì chấn thương và được thay thế bởi Alaa Al Dali. Vào ngày 4 tháng 1, Mohammed Osman đã rút lui vì bị thương và được thay thế bởi Mouhamad Anez. Vào ngày 10 tháng 1, Mohammad Al Hallak đã rút lui vì bị thương và được thay thế bởi Mohammad Al Marmour.
Huấn luyện viên:  Héctor Cúper
| Số | VT | Cầu thủ                   | Ngày sinh (tuổi)            | Trận | Bàn | Câu lạc bộ              |
| -- | -- | ------------------------- | --------------------------- | ---- | --- | ----------------------- |
| 1  | TM | Ibrahim Alma (Đội trưởng) | 18 tháng 10, 1991 (32 tuổi) | 79   | 0   | Tishreen                |
| 2  | HV | Aiham Ousou               | 9 tháng 1, 2000 (24 tuổi)   | 0    | 0   | BK Häcken               |
| 3  | HV | Moayad Ajan               | 16 tháng 2, 1993 (30 tuổi)  | 65   | 1   | Al-Jaish                |
| 4  | TV | Ezequiel Ham              | 10 tháng 1, 1994 (30 tuổi)  | 3    | 0   | Independiente Rivadavia |
| 5  | HV | Omar Midani               | 26 tháng 1, 1994 (29 tuổi)  | 60   | 1   | Al-Nasr                 |
| 6  | HV | Amro Jenyat               | 15 tháng 1, 1993 (30 tuổi)  | 44   | 1   | Al-Wahda                |
| 7  | TĐ | Omar Khribin              | 15 tháng 1, 1994 (29 tuổi)  | 55   | 22  | Al-Wahda                |
| 8  | TV | Kamel Hmeisheh            | 23 tháng 7, 1998 (25 tuổi)  | 27   | 0   | Al-Ahli                 |
| 9  | TĐ | Alaa Al Dali              | 3 tháng 1, 1997 (27 tuổi)   | 18   | 2   | Naft Missan             |
| 10 | TV | Mohammad Al Marmour       | 4 tháng 1, 1995 (29 tuổi)   | 34   | 4   | Al-Ahed                 |
| 11 | TĐ | Pablo Sabbag              | 11 tháng 6, 1997 (26 tuổi)  | 0    | 0   | Alianza Lima            |
| 12 | TV | Ammar Ramadan             | 5 tháng 1, 2001 (23 tuổi)   | 7    | 0   | Dunajská Streda         |
| 13 | HV | Thaer Krouma              | 2 tháng 2, 1990 (33 tuổi)   | 33   | 1   | Al-Fotuwa               |
| 14 | TV | Mouhamad Anez             | 14 tháng 5, 1995 (28 tuổi)  | 28   | 1   | Al-Riffa                |
| 15 | HV | Khaled Kurdaghli          | 31 tháng 1, 1997 (26 tuổi)  | 25   | 0   | Al-Wehdat               |
| 16 | TV | Elmar Abraham             | 1 tháng 3, 1999 (24 tuổi)   | 1    | 0   | Skövde AIK              |
| 17 | TV | Fahd Youssef              | 15 tháng 5, 1987 (36 tuổi)  | 39   | 7   | Al-Shorta               |
| 18 | TV | Jalil Elías               | 25 tháng 4, 1996 (27 tuổi)  | 0    | 0   | San Lorenzo             |
| 19 | HV | Muayad Al Khouli          | 16 tháng 10, 1993 (30 tuổi) | 14   | 0   | Al-Jaish                |
| 20 | TĐ | Antonio Yakoub            | 12 tháng 6, 2002 (21 tuổi)  | 0    | 0   | Gefle IF                |
| 21 | TV | Ibrahim Hesar             | 15 tháng 11, 1993 (30 tuổi) | 3    | 0   | Belgrano                |
| 22 | TM | Ahmad Madania             | 1 tháng 1, 1990 (34 tuổi)   | 22   | 0   | Jableh                  |
| 23 | TM | Taha Mosa                 | 24 tháng 5, 1987 (36 tuổi)  | 6    | 0   | Al-Fotuwa               |
| 24 | HV | Abdul Rahman Weiss        | 14 tháng 6, 1998 (25 tuổi)  | 13   | 0   | Athens Kallithea        |
| 25 | TĐ | Mahmoud Al Aswad          | 14 tháng 9, 2003 (20 tuổi)  | 1    | 0   | Al-Karamah              |
| 26 | TM | Maksim Sarraf             | 15 tháng 3, 2005 (18 tuổi)  | 0    | 0   | CSKA Moscow             |

### Ấn Độ
Ấn Độ đã công bố danh sách sơ bộ 50 cầu thủ vào ngày 12 tháng 12 năm 2023. Đội hình cuối cùng được công bố vào ngày 30 tháng 12.
Huấn luyện viên:  Igor Štimac
| Số | VT | Cầu thủ                    | Ngày sinh (tuổi)            | Trận | Bàn | Câu lạc bộ      |
| -- | -- | -------------------------- | --------------------------- | ---- | --- | --------------- |
| 1  | TM | Gurpreet Singh Sandhu      | 3 tháng 2, 1992 (31 tuổi)   | 66   | 0   | Bengaluru       |
| 2  | HV | Rahul Bheke                | 6 tháng 12, 1990 (33 tuổi)  | 24   | 1   | Mumbai City     |
| 3  | HV | Subhasish Bose             | 18 tháng 8, 1995 (28 tuổi)  | 35   | 0   | Mohun Bagan     |
| 4  | HV | Lalchungnunga              | 25 tháng 12, 2000 (23 tuổi) | 1    | 0   | East Bengal     |
| 5  | HV | Sandesh Jhingan            | 21 tháng 7, 1993 (30 tuổi)  | 60   | 5   | Goa             |
| 6  | HV | Akash Mishra               | 27 tháng 11, 2001 (22 tuổi) | 24   | 0   | Mumbai City     |
| 7  | TV | Anirudh Thapa              | 15 tháng 1, 1998 (25 tuổi)  | 53   | 4   | Mohun Bagan     |
| 8  | TV | Suresh Singh Wangjam       | 7 tháng 8, 2000 (23 tuổi)   | 22   | 1   | Bengaluru       |
| 9  | TĐ | Manvir Singh               | 7 tháng 11, 1995 (28 tuổi)  | 37   | 7   | Mohun Bagan     |
| 10 | TV | Brandon Fernandes          | 20 tháng 9, 1994 (29 tuổi)  | 22   | 0   | Goa             |
| 11 | TĐ | Sunil Chhetri (Đội trưởng) | 3 tháng 8, 1984 (39 tuổi)   | 145  | 93  | Bengaluru       |
| 12 | TV | Liston Colaco              | 12 tháng 11, 1998 (25 tuổi) | 18   | 0   | Mohun Bagan     |
| 13 | TM | Vishal Kaith               | 22 tháng 7, 1996 (27 tuổi)  | 4    | 0   | Mohun Bagan     |
| 14 | TV | Naorem Mahesh Singh        | 1 tháng 3, 1999 (24 tuổi)   | 16   | 3   | East Bengal     |
| 15 | TV | Udanta Singh Kumam         | 14 tháng 6, 1996 (27 tuổi)  | 48   | 2   | Goa             |
| 16 | TV | Rahul K. P.                | 16 tháng 2, 2000 (23 tuổi)  | 6    | 0   | Kerala Blasters |
| 17 | TV | Lallianzuala Chhangte      | 8 tháng 6, 1997 (26 tuổi)   | 32   | 7   | Mumbai City     |
| 18 | TV | Sahal Abdul Samad          | 1 tháng 4, 1997 (26 tuổi)   | 35   | 3   | Mohun Bagan     |
| 19 | TV | Lalengmawia Ralte          | 17 tháng 10, 2000 (23 tuổi) | 13   | 0   | Mumbai City     |
| 20 | HV | Pritam Kotal               | 8 tháng 9, 1993 (30 tuổi)   | 52   | 0   | Kerala Blasters |
| 21 | HV | Nikhil Poojary             | 3 tháng 9, 1995 (28 tuổi)   | 21   | 1   | Hyderabad       |
| 22 | HV | Mehtab Singh               | 5 tháng 5, 1998 (25 tuổi)   | 8    | 0   | Mumbai City     |
| 23 | TM | Amrinder Singh             | 27 tháng 5, 1993 (30 tuổi)  | 13   | 0   | Odisha          |
| 24 | TĐ | Vikram Partap Singh        | 16 tháng 1, 2002 (21 tuổi)  | 0    | 0   | Mumbai City     |
| 25 | TV | Deepak Tangri              | 1 tháng 2, 1999 (24 tuổi)   | 0    | 0   | Mohun Bagan     |
| 26 | TĐ | Ishan Pandita              | 26 tháng 5, 1998 (25 tuổi)  | 7    | 1   | Kerala Blasters |

## Bảng C

### Iran
Iran đã công bố danh sách sơ bộ gồm 27 cầu thủ vào ngày 31 tháng 12 năm 2023. Đội hình cuối cùng được công bố vào ngày 2 tháng 1 năm 2024.
Huấn luyện viên: Amir Ghalenoei
| Số | VT | Cầu thủ                    | Ngày sinh (tuổi)            | Trận | Bàn | Câu lạc bộ    |
| -- | -- | -------------------------- | --------------------------- | ---- | --- | ------------- |
| 1  | TM | Alireza Beiranvand         | 21 tháng 9, 1992 (31 tuổi)  | 63   | 0   | Persepolis    |
| 2  | HV | Sadegh Moharrami           | 1 tháng 3, 1996 (27 tuổi)   | 28   | 1   | Dinamo Zagreb |
| 3  | HV | Ehsan Hajsafi (đội trưởng) | 25 tháng 2, 1990 (33 tuổi)  | 137  | 7   | AEK Athens    |
| 4  | HV | Shojae Khalilzadeh         | 14 tháng 5, 1989 (34 tuổi)  | 34   | 1   | Tractor       |
| 5  | HV | Milad Mohammadi            | 29 tháng 9, 1993 (30 tuổi)  | 54   | 1   | AEK Athens    |
| 6  | TV | Saeid Ezatolahi            | 1 tháng 10, 1996 (27 tuổi)  | 60   | 1   | Vejle         |
| 7  | TV | Alireza Jahanbakhsh        | 11 tháng 8, 1993 (30 tuổi)  | 76   | 15  | Feyenoord     |
| 8  | TV | Omid Ebrahimi              | 15 tháng 9, 1987 (36 tuổi)  | 58   | 1   | Al-Shamal     |
| 9  | TĐ | Mehdi Taremi               | 18 tháng 7, 1992 (31 tuổi)  | 77   | 43  | Porto         |
| 10 | TĐ | Karim Ansarifard           | 3 tháng 4, 1990 (33 tuổi)   | 100  | 29  | Omonia        |
| 11 | TĐ | Reza Asadi                 | 17 tháng 1, 1996 (27 tuổi)  | 8    | 1   | Sepahan       |
| 12 | TM | Payam Niazmand             | 6 tháng 4, 1995 (28 tuổi)   | 8    | 0   | Sepahan       |
| 13 | HV | Hossein Kanaanizadegan     | 23 tháng 3, 1994 (29 tuổi)  | 46   | 4   | Persepolis    |
| 14 | TV | Saman Ghoddos              | 6 tháng 9, 1993 (30 tuổi)   | 42   | 3   | Brentford     |
| 15 | TV | Rouzbeh Cheshmi            | 24 tháng 7, 1993 (30 tuổi)  | 31   | 3   | Esteghlal     |
| 16 | TV | Mehdi Torabi               | 10 tháng 9, 1994 (29 tuổi)  | 47   | 7   | Persepolis    |
| 17 | TV | Ali Gholizadeh             | 10 tháng 3, 1996 (27 tuổi)  | 32   | 6   | Lech Poznań   |
| 18 | TĐ | Mehdi Ghayedi              | 5 tháng 12, 1998 (25 tuổi)  | 12   | 4   | Ittihad Kalba |
| 19 | HV | Majid Hosseini             | 20 tháng 6, 1996 (27 tuổi)  | 26   | 0   | Kayserispor   |
| 20 | TĐ | Sardar Azmoun              | 1 tháng 1, 1995 (29 tuổi)   | 75   | 49  | Roma          |
| 21 | TV | Mohammad Mohebi            | 20 tháng 12, 1998 (25 tuổi) | 15   | 4   | Rostov        |
| 22 | TM | Hossein Hosseini           | 30 tháng 6, 1992 (31 tuổi)  | 10   | 0   | Esteghlal     |
| 23 | TV | Ramin Rezaeian             | 21 tháng 3, 1990 (33 tuổi)  | 58   | 6   | Sepahan       |
| 24 | HV | Aria Yousefi               | 22 tháng 4, 2002 (21 tuổi)  | 2    | 0   | Sepahan       |
| 25 | HV | Saman Fallah               | 12 tháng 5, 2001 (22 tuổi)  | 2    | 0   | Gol Gohar     |
| 26 | TĐ | Shahriyar Moghanlou        | 21 tháng 12, 1994 (29 tuổi) | 6    | 2   | Sepahan       |

### Các Tiểu vương quốc Ả Rập Thống nhất
Các Tiểu vương quốc Ả Rập Thống nhất đã công bố danh sách sơ bộ gồm 31 cầu thủ vào ngày 22 tháng 12 năm 2023. Đội hình cuối cùng được công bố vào ngày 4 tháng 1 năm 2024. Vào ngày 13 tháng 1, Khaled Tawhid đã rút lui vì bị thương và được thay thế bởi Hassan Hamza.
Huấn luyện viên:  Paulo Bento
| Số | VT | Cầu thủ                   | Ngày sinh (tuổi)            | Trận | Bàn | Câu lạc bộ     |
| -- | -- | ------------------------- | --------------------------- | ---- | --- | -------------- |
| 1  | TM | Ali Khasif                | 9 tháng 6, 1987 (36 tuổi)   | 71   | 0   | Al-Jazira      |
| 2  | HV | Abdulla Idrees            | 16 tháng 8, 1999 (24 tuổi)  | 7    | 0   | Al-Jazira      |
| 3  | HV | Zayed Sultan              | 11 tháng 4, 2001 (22 tuổi)  | 3    | 0   | Al-Jazira      |
| 4  | HV | Khalid Al-Hashemi         | 18 tháng 3, 1997 (26 tuổi)  | 9    | 0   | Al-Ain         |
| 5  | TV | Ali Salmeen               | 4 tháng 2, 1995 (28 tuổi)   | 56   | 3   | Al-Wasl        |
| 6  | TV | Majid Rashid              | 16 tháng 5, 2000 (23 tuổi)  | 13   | 0   | Sharjah        |
| 7  | TĐ | Ali Mabkhout (đội trưởng) | 5 tháng 10, 1990 (33 tuổi)  | 113  | 84  | Al-Jazira      |
| 8  | TV | Tahnoon Al-Zaabi          | 10 tháng 4, 1999 (24 tuổi)  | 22   | 1   | Al-Wahda       |
| 9  | TĐ | Ali Saleh                 | 22 tháng 1, 2000 (23 tuổi)  | 32   | 3   | Al-Wasl        |
| 10 | TĐ | Fábio Lima                | 30 tháng 6, 1993 (30 tuổi)  | 23   | 10  | Al-Wasl        |
| 11 | TĐ | Caio Canedo               | 9 tháng 8, 1990 (33 tuổi)   | 36   | 9   | Al-Wasl        |
| 12 | HV | Khalifa Al Hammadi        | 7 tháng 11, 1998 (25 tuổi)  | 37   | 1   | Al-Jazira      |
| 13 | HV | Mohammed Al-Attas         | 5 tháng 8, 1997 (26 tuổi)   | 26   | 1   | Al-Jazira      |
| 14 | TV | Abdulla Hamad             | 18 tháng 9, 2001 (22 tuổi)  | 8    | 0   | Al-Wahda       |
| 15 | TV | Yahia Nader               | 11 tháng 9, 1998 (25 tuổi)  | 6    | 0   | Al-Ain         |
| 16 | TV | Mohammed Abbas            | 30 tháng 9, 2002 (21 tuổi)  | 2    | 0   | Al-Ain         |
| 17 | TM | Khalid Eisa               | 15 tháng 9, 1989 (34 tuổi)  | 70   | 0   | Al-Ain         |
| 18 | TV | Abdullah Ramadan          | 7 tháng 3, 1998 (25 tuổi)   | 42   | 1   | Al-Jazira      |
| 19 | HV | Khaled Ibrahim            | 17 tháng 1, 1997 (26 tuổi)  | 11   | 0   | Sharjah        |
| 20 | TĐ | Yahya Al-Ghassani         | 18 tháng 4, 1998 (25 tuổi)  | 12   | 3   | Shabab Al-Ahli |
| 21 | TĐ | Harib Abdalla             | 26 tháng 11, 2002 (21 tuổi) | 21   | 2   | Shabab Al-Ahli |
| 22 | TM | Hassan Hamza              | 10 tháng 11, 1994 (29 tuổi) | 0    | 0   | Shabab Al Ahli |
| 23 | TĐ | Sultan Adil               | 4 tháng 5, 2004 (19 tuổi)   | 6    | 1   | Kalba          |
| 24 | HV | Ahmed Jamil               | 16 tháng 1, 1999 (24 tuổi)  | 8    | 0   | Shabab Al-Ahli |
| 25 | HV | Abdulrahman Saleh         | 3 tháng 6, 1999 (24 tuổi)   | 0    | 0   | Al-Wasl        |
| 26 | HV | Bader Nasser              | 16 tháng 9, 2001 (22 tuổi)  | 4    | 0   | Shabab Al-Ahli |

### Hong Kong
Hồng Kông đã công bố danh sách sơ bộ 30 cầu thủ vào ngày 19 tháng 12 năm 2023. Đội hình cuối cùng được công bố vào ngày 26 tháng 12 năm 2023, với 25 cầu thủ thay vì 26 cầu thủ được phép. Vào ngày 1 tháng 1 năm 2024, Sean Tse được bổ sung vào đội hình.
Huấn luyện viên:  Jørn Andersen
| Số | VT | Cầu thủ                    | Ngày sinh (tuổi)            | Trận | Bàn | Câu lạc bộ             |
| -- | -- | -------------------------- | --------------------------- | ---- | --- | ---------------------- |
| 1  | TM | Yapp Hung Fai (đội trưởng) | 21 tháng 3, 1990 (33 tuổi)  | 88   | 0   | Eastern                |
| 2  | HV | Sean Tse                   | 3 tháng 5, 1992 (31 tuổi)   | 8    | 0   | Radcliffe              |
| 3  | HV | Oliver Gerbig              | 12 tháng 12, 1998 (25 tuổi) | 2    | 0   | Kitchee                |
| 4  | HV | Vas Nuñez                  | 22 tháng 11, 1995 (28 tuổi) | 8    | 0   | Dalian Pro             |
| 5  | HV | Hélio                      | 31 tháng 1, 1986 (37 tuổi)  | 35   | 1   | Kitchee                |
| 6  | TV | Wu Chun Ming               | 21 tháng 11, 1997 (26 tuổi) | 17   | 0   | Lee Man                |
| 7  | HV | Law Tsz Chun               | 2 tháng 3, 1997 (26 tuổi)   | 25   | 1   | Kitchee                |
| 8  | TV | Tan Chun Lok               | 15 tháng 1, 1996 (27 tuổi)  | 42   | 3   | Kitchee                |
| 9  | TĐ | Matt Orr                   | 1 tháng 1, 1997 (27 tuổi)   | 19   | 3   | Guangxi Pingguo Haliao |
| 10 | TV | Wong Wai                   | 17 tháng 9, 1992 (31 tuổi)  | 43   | 4   | Lee Man                |
| 11 | TĐ | Everton Camargo            | 25 tháng 5, 1991 (32 tuổi)  | 5    | 4   | Lee Man                |
| 12 | TV | Lam Hin Ting               | 9 tháng 12, 1999 (24 tuổi)  | 1    | 0   | Rangers                |
| 13 | HV | Li Ngai Hoi                | 15 tháng 10, 1994 (29 tuổi) | 9    | 0   | Rangers                |
| 14 | TĐ | Poon Pui Hin               | 3 tháng 10, 2000 (23 tuổi)  | 7    | 4   | Kitchee                |
| 15 | TV | Chang Hei Yin              | 6 tháng 4, 2000 (23 tuổi)   | 4    | 0   | Lee Man                |
| 16 | TV | Chan Siu Kwan              | 1 tháng 8, 1992 (31 tuổi)   | 18   | 3   | Tai Po                 |
| 17 | HV | Shinichi Chan              | 5 tháng 9, 2002 (21 tuổi)   | 11   | 1   | Kitchee                |
| 18 | TM | Ng Wai Him                 | 30 tháng 6, 2002 (21 tuổi)  | 0    | 0   | Southern               |
| 19 | TM | Tse Ka Wing                | 4 tháng 9, 1999 (24 tuổi)   | 5    | 0   | Tai Po                 |
| 20 | TĐ | Michael Udebuluzor         | 1 tháng 4, 2004 (19 tuổi)   | 5    | 2   | FC Ingolstadt          |
| 21 | HV | Yue Tze Nam                | 12 tháng 5, 1998 (25 tuổi)  | 17   | 0   | Meizhou Hakka          |
| 22 | TV | Yu Joy Yin                 | 8 tháng 10, 2001 (22 tuổi)  | 2    | 0   | Eastern                |
| 23 | HV | Sun Ming Him               | 19 tháng 6, 2000 (23 tuổi)  | 23   | 2   | Eastern                |
| 24 | TV | Ju Yingzhi                 | 24 tháng 7, 1987 (36 tuổi)  | 44   | 3   | Southern               |
| 25 | TĐ | Stefan Pereira             | 16 tháng 4, 1988 (35 tuổi)  | 1    | 0   | Southern               |
| 26 | TĐ | Juninho                    | 11 tháng 12, 1990 (33 tuổi) | 1    | 0   | Kitchee                |

### Palestine
Palestine đã công bố đội hình chính thức của họ vào ngày 1 tháng 1 năm 2024.
Huấn luyện viên:  Makram Daboub
| Số | VT | Cầu thủ                      | Ngày sinh (tuổi)            | Trận | Bàn | Câu lạc bộ            |
| -- | -- | ---------------------------- | --------------------------- | ---- | --- | --------------------- |
| 1  | TM | Amr Kaddoura                 | 1 tháng 7, 1994 (29 tuổi)   | 3    | 0   | Landskrona BoIS       |
| 2  | HV | Mohammed Khalil              | 5 tháng 4, 1998 (25 tuổi)   | 12   | 0   | Hilal Al-Quds         |
| 3  | TV | Mohammed Rashid              | 3 tháng 7, 1995 (28 tuổi)   | 36   | 2   | Bali United           |
| 4  | HV | Yaser Hamed                  | 9 tháng 12, 1997 (26 tuổi)  | 26   | 5   | North East United     |
| 5  | HV | Mohammed Saleh               | 18 tháng 7, 1993 (30 tuổi)  | 26   | 0   | Al-Ittihad Alexandria |
| 6  | TV | Oday Kharoub                 | 5 tháng 2, 1993 (30 tuổi)   | 23   | 0   | Hilal Al-Quds         |
| 7  | HV | Musab Al-Battat (đội trưởng) | 12 tháng 11, 1993 (30 tuổi) | 56   | 1   | Shabab Al-Dhahiriya   |
| 8  | TĐ | Alaa Aldeen Hassan           | 31 tháng 1, 2000 (23 tuổi)  | 2    | 0   | Bnei Sakhnin          |
| 9  | TV | Tamer Seyam                  | 25 tháng 11, 1992 (31 tuổi) | 59   | 12  | PT Prachuap           |
| 10 | TV | Mahmoud Abu Warda            | 31 tháng 5, 1995 (28 tuổi)  | 29   | 3   | Markaz Balata         |
| 11 | TĐ | Oday Dabbagh                 | 3 tháng 12, 1998 (25 tuổi)  | 29   | 10  | Charleroi             |
| 12 | HV | Camilo Saldaña               | 13 tháng 7, 1999 (24 tuổi)  | 4    | 0   | Unión San Felipe      |
| 13 | TĐ | Shehab Qunbar                | 10 tháng 8, 1997 (26 tuổi)  | 1    | 0   | Jabal Al-Mukaber      |
| 14 | TV | Samer Zubaida                | 26 tháng 4, 2001 (22 tuổi)  | 0    | 0   | Hilal Al-Quds         |
| 15 | HV | Michel Termanini             | 8 tháng 5, 1998 (25 tuổi)   | 9    | 1   | Kazma                 |
| 16 | TM | Naim Abuaker                 | 20 tháng 1, 1995 (28 tuổi)  | 1    | 0   | Shabab Al-Dhahiriya   |
| 17 | HV | Mousa Farawi                 | 22 tháng 3, 1998 (25 tuổi)  | 14   | 0   | Hilal Al-Quds         |
| 18 | HV | Amid Mahajna                 | 11 tháng 11, 1996 (27 tuổi) | 1    | 0   | Hapoel Umm al-Fahm    |
| 19 | TĐ | Mahmoud Wadi                 | 19 tháng 12, 1994 (29 tuổi) | 20   | 0   | Al-Mokawloon Al-Arab  |
| 20 | TĐ | Zaid Qunbar                  | 4 tháng 9, 2002 (21 tuổi)   | 2    | 0   | Jabal Al-Mukaber      |
| 21 | TV | Islam Batran                 | 1 tháng 10, 1994 (29 tuổi)  | 27   | 5   | Hilal Al-Quds         |
| 22 | TM | Rami Hamadeh                 | 24 tháng 3, 1994 (29 tuổi)  | 42   | 0   | Jabal Al Mukaber      |
| 23 | TV | Ataa Jaber                   | 3 tháng 10, 1994 (29 tuổi)  | 6    | 0   | Neftchi Baku          |
| 24 | HV | Mahdi Issa                   | 3 tháng 11, 1998 (25 tuổi)  | 0    | 0   | Jabal Al-Mukaber      |
| 25 | HV | Samer Jundi                  | 27 tháng 9, 1996 (27 tuổi)  | 7    | 0   | Hilal Al-Quds         |
| 26 | TM | Baraa Kharoub                | 20 tháng 3, 1998 (25 tuổi)  | 0    | 0   | Markaz Balata         |

## Bảng D

### Nhật Bản
Nhật Bản đã công bố đội hình cuối cùng của họ vào ngày 1 tháng 1 năm 2024.
Huấn luyện viên: Hajime Moriyasu
| Số | VT | Cầu thủ                  | Ngày sinh (tuổi)            | Trận | Bàn | Câu lạc bộ               |
| -- | -- | ------------------------ | --------------------------- | ---- | --- | ------------------------ |
| 1  | TM | Daiya Maekawa            | 8 tháng 9, 1994 (29 tuổi)   | 1    | 0   | Vissel Kobe              |
| 2  | HV | Yukinari Sugawara        | 28 tháng 6, 2000 (23 tuổi)  | 9    | 1   | AZ                       |
| 3  | HV | Shogo Taniguchi          | 15 tháng 7, 1991 (32 tuổi)  | 24   | 1   | Al-Rayyan                |
| 4  | HV | Ko Itakura               | 27 tháng 1, 1997 (26 tuổi)  | 22   | 1   | Borussia Mönchengladbach |
| 5  | TV | Hidemasa Morita          | 10 tháng 5, 1995 (28 tuổi)  | 28   | 2   | Sporting CP              |
| 6  | TV | Wataru Endō (đội trưởng) | 9 tháng 2, 1993 (30 tuổi)   | 55   | 2   | Liverpool                |
| 7  | TV | Kaoru Mitoma             | 20 tháng 5, 1997 (26 tuổi)  | 18   | 7   | Brighton & Hove Albion   |
| 8  | TV | Takumi Minamino          | 16 tháng 1, 1995 (28 tuổi)  | 52   | 18  | Monaco                   |
| 9  | TĐ | Ayase Ueda               | 28 tháng 8, 1998 (25 tuổi)  | 19   | 7   | Feyenoord                |
| 10 | TV | Ritsu Dōan               | 16 tháng 6, 1998 (25 tuổi)  | 42   | 7   | SC Freiburg              |
| 11 | TĐ | Mao Hosoya               | 7 tháng 9, 2001 (22 tuổi)   | 4    | 1   | Kashiwa Reysol           |
| 12 | TM | Taishi Brandon Nozawa    | 25 tháng 12, 2002 (21 tuổi) | 0    | 0   | FC Tokyo                 |
| 13 | TV | Keito Nakamura           | 28 tháng 7, 2000 (23 tuổi)  | 5    | 5   | Reims                    |
| 14 | TV | Junya Itō                | 9 tháng 3, 1993 (30 tuổi)   | 51   | 13  | Reims                    |
| 15 | HV | Kōki Machida             | 25 tháng 8, 1997 (26 tuổi)  | 6    | 0   | Union Saint-Gilloise     |
| 16 | HV | Seiya Maikuma            | 16 tháng 10, 1997 (26 tuổi) | 4    | 0   | Cerezo Osaka             |
| 17 | TV | Reo Hatate               | 21 tháng 11, 1997 (26 tuổi) | 5    | 0   | Celtic                   |
| 18 | TĐ | Takuma Asano             | 10 tháng 11, 1994 (29 tuổi) | 48   | 9   | VfL Bochum               |
| 19 | HV | Yūta Nakayama            | 16 tháng 2, 1997 (26 tuổi)  | 20   | 0   | Huddersfield Town        |
| 20 | TV | Takefusa Kubo            | 4 tháng 6, 2001 (22 tuổi)   | 29   | 3   | Real Sociedad            |
| 21 | HV | Hiroki Itō               | 12 tháng 5, 1999 (24 tuổi)  | 13   | 1   | VfB Stuttgart            |
| 22 | HV | Takehiro Tomiyasu        | 5 tháng 11, 1998 (25 tuổi)  | 37   | 1   | Arsenal                  |
| 23 | TM | Zion Suzuki              | 21 tháng 8, 2002 (21 tuổi)  | 4    | 0   | Sint-Truiden             |
| 24 | HV | Tsuyoshi Watanabe        | 5 tháng 2, 1997 (26 tuổi)   | 2    | 0   | Gent                     |
| 25 | TĐ | Daizen Maeda             | 20 tháng 10, 1997 (26 tuổi) | 13   | 3   | Celtic                   |
| 26 | TV | Kaishū Sano              | 30 tháng 12, 2000 (23 tuổi) | 2    | 0   | Kashima Antlers          |

### Indonesia
Indonesia đã công bố danh sách sơ bộ gồm 29 cầu thủ vào ngày 19 tháng 12 năm 2023. Đội hình đã giảm xuống còn 28 cầu thủ vào ngày 20 tháng 12 khi Yance Sayuri rút lui vì chấn thương. Đội hình cuối cùng được công bố vào ngày 4 tháng 1 năm 2024. Vào ngày 11 tháng 1, Saddil Ramdani được thay thế bởi Adam Alis. Vào ngày 14 tháng 1, Syahrul Trisna rút lui vì chấn thương và được thay thế bởi Nadeo Argawinata.
Huấn luyện viên:  Shin Tae-yong
| Số | VT | Cầu thủ                        | Ngày sinh (tuổi)            | Trận | Bàn | Câu lạc bộ              |
| -- | -- | ------------------------------ | --------------------------- | ---- | --- | ----------------------- |
| 1  | TM | Muhammad Riyandi               | 3 tháng 1, 2000 (24 tuổi)   | 5    | 0   | Persis Solo             |
| 2  | TV | Yakob Sayuri                   | 22 tháng 9, 1997 (26 tuổi)  | 14   | 2   | PSM Makassar            |
| 3  | HV | Elkan Baggott                  | 23 tháng 10, 2002 (21 tuổi) | 19   | 2   | Ipswich Town            |
| 4  | HV | Jordi Amat                     | 21 tháng 3, 1992 (31 tuổi)  | 10   | 1   | Johor Darul Ta'zim      |
| 5  | HV | Rizky Ridho                    | 21 tháng 11, 2001 (22 tuổi) | 27   | 3   | Persija Jakarta         |
| 6  | HV | Sandy Walsh                    | 14 tháng 3, 1995 (28 tuổi)  | 4    | 0   | Mechelen                |
| 7  | TV | Marselino Ferdinan             | 9 tháng 9, 2004 (19 tuổi)   | 14   | 2   | Deinze                  |
| 8  | TV | Witan Sulaeman                 | 8 tháng 10, 2001 (22 tuổi)  | 35   | 9   | Bhayangkara             |
| 9  | TĐ | Dimas Drajad                   | 30 tháng 3, 1997 (26 tuổi)  | 11   | 6   | Persikabo 1973          |
| 10 | TV | Egy Maulana                    | 7 tháng 7, 2000 (23 tuổi)   | 21   | 8   | Dewa United             |
| 11 | TĐ | Rafael Struick                 | 27 tháng 3, 2003 (20 tuổi)  | 4    | 0   | ADO Den Haag            |
| 12 | HV | Pratama Arhan                  | 21 tháng 12, 2001 (22 tuổi) | 36   | 3   | Tokyo Verdy             |
| 13 | HV | Edo Febriansah                 | 25 tháng 7, 1997 (26 tuổi)  | 13   | 0   | Persib Bandung          |
| 14 | HV | Asnawi Mangkualam (đội trưởng) | 4 tháng 10, 1999 (24 tuổi)  | 36   | 1   | Jeonnam Dragons         |
| 15 | TV | Ricky Kambuaya                 | 5 tháng 5, 1996 (27 tuổi)   | 32   | 5   | Dewa United             |
| 16 | TĐ | Hokky Caraka                   | 21 tháng 8, 2004 (19 tuổi)  | 3    | 2   | PSS Sleman              |
| 17 | TV | Adam Alis                      | 19 tháng 12, 1993 (30 tuổi) | 9    | 1   | Borneo Samarinda        |
| 18 | TĐ | Ramadhan Sananta               | 27 tháng 11, 2002 (21 tuổi) | 7    | 4   | Persis Solo             |
| 19 | HV | Wahyu Prasetyo                 | 21 tháng 3, 1998 (25 tuổi)  | 1    | 0   | PSIS Semarang           |
| 20 | HV | Shayne Pattynama               | 11 tháng 8, 1998 (25 tuổi)  | 5    | 1   | Viking                  |
| 21 | TM | Ernando Ari                    | 27 tháng 2, 2002 (21 tuổi)  | 5    | 0   | Persebaya Surabaya      |
| 22 | TĐ | Dendy Sulistyawan              | 12 tháng 10, 1996 (27 tuổi) | 16   | 5   | Bhayangkara             |
| 23 | TV | Marc Klok                      | 20 tháng 4, 1993 (30 tuổi)  | 18   | 4   | Persib Bandung          |
| 24 | TV | Ivar Jenner                    | 10 tháng 1, 2004 (20 tuổi)  | 2    | 0   | Utrecht                 |
| 25 | HV | Justin Hubner                  | 14 tháng 9, 2003 (20 tuổi)  | 0    | 0   | Wolverhampton Wanderers |
| 26 | TM | Nadeo Argawinata               | 9 tháng 3, 1997 (26 tuổi)   | 24   | 0   | Borneo Samarinda        |

### Iraq
Iraq đã công bố đội hình chính thức của họ vào ngày 27 tháng 12 năm 2023. Vào ngày 1 tháng 1 năm 2024, Amjad Attwan đã rút lui vì bị thương và được thay thế bởi Akam Hashim.
Huấn luyện viên::  Jesús Casas
| Số | VT | Cầu thủ                   | Ngày sinh (tuổi)            | Trận | Bàn | Câu lạc bộ             |
| -- | -- | ------------------------- | --------------------------- | ---- | --- | ---------------------- |
| 1  | TM | Fahad Talib               | 21 tháng 10, 1994 (29 tuổi) | 19   | 0   | Sanat Naft Abadan      |
| 2  | HV | Rebin Sulaka              | 12 tháng 4, 1992 (31 tuổi)  | 34   | 0   | IF Brommapojkarna      |
| 3  | HV | Hussein Ali               | 1 tháng 3, 2002 (21 tuổi)   | 4    | 0   | Heerenveen             |
| 4  | HV | Saad Natiq                | 19 tháng 3, 1994 (29 tuổi)  | 33   | 0   | Abha                   |
| 5  | HV | Frans Putros              | 14 tháng 7, 1993 (30 tuổi)  | 14   | 0   | Port                   |
| 6  | HV | Ali Adnan                 | 19 tháng 12, 1993 (30 tuổi) | 90   | 7   | Mes Rafsanjan          |
| 7  | TV | Youssef Amyn              | 21 tháng 8, 2003 (20 tuổi)  | 2    | 1   | Eintracht Braunschweig |
| 8  | TV | Ibrahim Bayesh            | 1 tháng 5, 2000 (23 tuổi)   | 46   | 6   | Al-Quwa Al-Jawiya      |
| 9  | TĐ | Ali Al-Hamadi             | 1 tháng 3, 2002 (21 tuổi)   | 11   | 3   | AFC Wimbledon          |
| 10 | TĐ | Mohanad Ali               | 20 tháng 6, 2000 (23 tuổi)  | 40   | 18  | Al-Shorta              |
| 11 | TV | Zidane Iqbal              | 27 tháng 4, 2003 (20 tuổi)  | 4    | 0   | Utrecht                |
| 12 | TM | Jalal Hassan (đội trưởng) | 18 tháng 5, 1991 (32 tuổi)  | 75   | 0   | Al-Zawraa              |
| 13 | TV | Bashar Resan              | 22 tháng 12, 1996 (27 tuổi) | 59   | 4   | Qatar SC               |
| 14 | TV | Akam Hashim               | 16 tháng 8, 1998 (25 tuổi)  | 0    | 0   | Erbil                  |
| 15 | HV | Allan Mohideen            | 11 tháng 11, 1993 (30 tuổi) | 2    | 0   | Utsiktens BK           |
| 16 | TV | Amir Al-Ammari            | 27 tháng 7, 1997 (26 tuổi)  | 23   | 1   | Halmstads BK           |
| 17 | TV | Ali Jasim                 | 20 tháng 1, 2004 (19 tuổi)  | 4    | 0   | Al-Quwa Al-Jawiya      |
| 18 | TĐ | Aymen Hussein             | 22 tháng 3, 1996 (27 tuổi)  | 68   | 17  | Al-Quwa Al-Jawiya      |
| 19 | TV | Danilo Al-Saed            | 24 tháng 2, 1999 (24 tuổi)  | 2    | 0   | Sandefjord             |
| 20 | TV | Osama Rashid              | 17 tháng 1, 1992 (31 tuổi)  | 29   | 1   | Vizela                 |
| 21 | TV | Ahmad Allée               | 29 tháng 4, 1996 (27 tuổi)  | 3    | 0   | Rouen                  |
| 22 | TM | Ahmed Basil               | 19 tháng 8, 1996 (27 tuổi)  | 4    | 0   | Al-Shorta              |
| 23 | HV | Merchas Doski             | 7 tháng 12, 1999 (24 tuổi)  | 9    | 0   | Slovácko               |
| 24 | HV | Zaid Tahseen              | 29 tháng 1, 2001 (22 tuổi)  | 4    | 0   | Al-Talaba              |
| 25 | HV | Ahmed Yahya               | 27 tháng 5, 1997 (26 tuổi)  | 3    | 0   | Al-Shorta              |
| 26 | TV | Montader Madjed           | 24 tháng 4, 2005 (18 tuổi)  | 0    | 0   | Hammarby IF            |

### Việt Nam
Việt Nam đã công bố danh sách sơ bộ gồm 34 cầu thủ vào ngày 25 tháng 12 năm 2023. Phạm Văn Luân được bổ sung vào đội vào ngày 28 tháng 12. Nguyễn Thành Chung và Hoàng Văn Toản rút lui vì chấn thương vào ngày 29 tháng 12 và được thay thế bởi Bùi Tiến Dũng và Hồ Tấn Tài. Vào ngày 31 tháng 12, Đặng Văn Lâm, Bùi Tiến Dũng, Nguyễn Đức Chiến và Nguyễn Thanh Nhàn rút lui vì chấn thương. Vào ngày 3 tháng 1 năm 2024, Quế Ngọc Hải và Nguyễn Tiến Linh rút lui trong tình trạng bị thương. Đội hình cuối cùng được công bố vào ngày 4 tháng 1. Cùng ngày, Nguyễn Hoàng Đức rút lui vì chấn thương và được thay thế bởi Nguyễn Văn Trường. Ngày 12 tháng 1, Triệu Việt Hưng được thay thế bởi Lê Ngọc Bảo.
Huấn luyện viên:  Philippe Troussier
| Số | VT | Cầu thủ                   | Ngày sinh (tuổi)            | Trận | Bàn | Câu lạc bộ                   |
| -- | -- | ------------------------- | --------------------------- | ---- | --- | ---------------------------- |
| 1  | TM | Nguyễn Filip              | 14 tháng 9, 1992 (31 tuổi)  | 1    | 0   | Công an Hà Nội               |
| 2  | HV | Đỗ Duy Mạnh               | 29 tháng 9, 1996 (27 tuổi)  | 55   | 1   | Hà Nội                       |
| 3  | HV | Võ Minh Trọng             | 24 tháng 10, 2001 (22 tuổi) | 5    | 0   | Becamex Bình Dương           |
| 4  | HV | Hồ Tấn Tài                | 6 tháng 11, 1997 (26 tuổi)  | 24   | 4   | Công an Hà Nội               |
| 5  | HV | Giáp Tuấn Dương           | 7 tháng 9, 2002 (21 tuổi)   | 4    | 0   | Công an Hà Nội               |
| 6  | HV | Nguyễn Thanh Bình         | 2 tháng 11, 2000 (23 tuổi)  | 17   | 1   | Thể Công – Viettel           |
| 7  | TV | Phạm Xuân Mạnh            | 27 tháng 3, 1996 (27 tuổi)  | 6    | 0   | Hà Nội                       |
| 8  | TV | Đỗ Hùng Dũng (đội trưởng) | 8 tháng 9, 1993 (30 tuổi)   | 38   | 1   | Hà Nội                       |
| 9  | TĐ | Nguyễn Văn Toàn           | 12 tháng 4, 1996 (27 tuổi)  | 58   | 7   | Thép Xanh Nam Định           |
| 10 | TĐ | Phạm Tuấn Hải             | 19 tháng 5, 1998 (25 tuổi)  | 25   | 4   | Hà Nội                       |
| 11 | TV | Nguyễn Tuấn Anh           | 16 tháng 5, 1995 (28 tuổi)  | 41   | 1   | LPBank Hoàng Anh Gia Lai     |
| 12 | HV | Phan Tuấn Tài             | 7 tháng 1, 2001 (23 tuổi)   | 9    | 0   | Thể Công – Viettel           |
| 13 | TV | Trương Tiến Anh           | 25 tháng 4, 1999 (24 tuổi)  | 7    | 1   | Thể Công – Viettel           |
| 14 | TĐ | Nguyễn Văn Trường         | 9 tháng 10, 2003 (20 tuổi)  | 1    | 0   | Hà Nội                       |
| 15 | TĐ | Nguyễn Đình Bắc           | 19 tháng 8, 2004 (19 tuổi)  | 6    | 1   | Quảng Nam                    |
| 16 | TV | Nguyễn Thái Sơn           | 13 tháng 7, 2003 (20 tuổi)  | 7    | 0   | Đông Á Thanh Hóa             |
| 17 | HV | Vũ Văn Thanh              | 14 tháng 4, 1996 (27 tuổi)  | 45   | 5   | Công an Hà Nội               |
| 18 | TV | Nguyễn Hai Long           | 27 tháng 8, 2000 (23 tuổi)  | 2    | 0   | Hà Nội                       |
| 19 | TV | Nguyễn Quang Hải          | 12 tháng 4, 1997 (26 tuổi)  | 57   | 10  | Công an Hà Nội               |
| 20 | HV | Bùi Hoàng Việt Anh        | 1 tháng 1, 1999 (25 tuổi)   | 16   | 0   | Công an Hà Nội               |
| 21 | TM | Nguyễn Đình Triệu         | 4 tháng 11, 1991 (32 tuổi)  | 3    | 0   | Hải Phòng                    |
| 22 | TĐ | Khuất Văn Khang           | 11 tháng 5, 2003 (20 tuổi)  | 9    | 1   | Thể Công – Viettel           |
| 23 | TM | Nguyễn Văn Việt           | 12 tháng 7, 2002 (21 tuổi)  | 1    | 0   | Sông Lam Nghệ An             |
| 24 | TĐ | Nguyễn Văn Tùng           | 2 tháng 6, 2001 (22 tuổi)   | 4    | 0   | Hà Nội                       |
| 25 | TV | Lê Phạm Thành Long        | 5 tháng 6, 1996 (27 tuổi)   | 2    | 0   | Công an Hà Nội               |
| 26 | HV | Lê Ngọc Bảo               | 27 tháng 3, 1998 (25 tuổi)  | 1    | 0   | MerryLand Quy Nhơn Bình Định |

## Bảng E

### Hàn Quốc
Hàn Quốc đã công bố đội hình cuối cùng của họ vào ngày 28 tháng 12 năm 2023.
Huấn luyện viên:  Jürgen Klinsmann
| Số | VT | Cầu thủ                    | Ngày sinh (tuổi)            | Trận | Bàn | Câu lạc bộ              |
| -- | -- | -------------------------- | --------------------------- | ---- | --- | ----------------------- |
| 1  | TM | Kim Seung-gyu              | 30 tháng 9, 1990 (33 tuổi)  | 79   | 0   | Al-Shabab               |
| 2  | HV | Lee Ki-je                  | 9 tháng 7, 1991 (32 tuổi)   | 11   | 0   | Suwon Samsung Bluewings |
| 3  | HV | Kim Jin-su                 | 13 tháng 6, 1992 (31 tuổi)  | 69   | 2   | Jeonbuk Hyundai Motors  |
| 4  | HV | Kim Min-jae                | 15 tháng 11, 1996 (27 tuổi) | 55   | 4   | Bayern Munich           |
| 5  | TV | Park Yong-woo              | 10 tháng 9, 1993 (30 tuổi)  | 7    | 0   | Al-Ain                  |
| 6  | TV | Hwang In-beom              | 20 tháng 9, 1996 (27 tuổi)  | 49   | 5   | Red Star Belgrade       |
| 7  | TĐ | Son Heung-min (đội trưởng) | 8 tháng 7, 1992 (31 tuổi)   | 116  | 41  | Tottenham Hotspur       |
| 8  | TV | Hong Hyun-seok             | 16 tháng 6, 1999 (24 tuổi)  | 4    | 0   | Gent                    |
| 9  | TĐ | Cho Gue-sung               | 25 tháng 1, 1998 (25 tuổi)  | 30   | 8   | Midtjylland             |
| 10 | TV | Lee Jae-sung               | 10 tháng 8, 1992 (31 tuổi)  | 77   | 9   | Mainz 05                |
| 11 | TĐ | Hwang Hee-chan             | 26 tháng 1, 1996 (27 tuổi)  | 59   | 12  | Wolverhampton Wanderers |
| 12 | TM | Song Bum-keun              | 15 tháng 10, 1997 (26 tuổi) | 1    | 0   | Shonan Bellmare         |
| 13 | TV | Lee Soon-min               | 22 tháng 5, 1994 (29 tuổi)  | 4    | 0   | Gwangju                 |
| 14 | TV | Moon Seon-min              | 9 tháng 6, 1992 (31 tuổi)   | 16   | 2   | Jeonbuk Hyundai Motors  |
| 15 | HV | Jung Seung-hyun            | 3 tháng 4, 1994 (29 tuổi)   | 19   | 1   | Ulsan HD                |
| 16 | TV | Park Jin-seop              | 23 tháng 10, 1995 (28 tuổi) | 1    | 0   | Jeonbuk Hyundai Motors  |
| 17 | TV | Jeong Woo-yeong            | 20 tháng 9, 1999 (24 tuổi)  | 15   | 3   | VfB Stuttgart           |
| 18 | TV | Lee Kang-in                | 19 tháng 2, 2001 (22 tuổi)  | 18   | 4   | Paris Saint-Germain     |
| 19 | HV | Kim Young-gwon             | 27 tháng 2, 1990 (33 tuổi)  | 103  | 7   | Ulsan HD                |
| 20 | TĐ | Oh Hyeon-gyu               | 12 tháng 4, 2001 (22 tuổi)  | 7    | 0   | Celtic                  |
| 21 | TM | Jo Hyeon-woo               | 25 tháng 9, 1991 (32 tuổi)  | 24   | 0   | Ulsan HD                |
| 22 | HV | Seol Young-woo             | 5 tháng 12, 1998 (25 tuổi)  | 7    | 0   | Ulsan HD                |
| 23 | HV | Kim Tae-hwan               | 24 tháng 7, 1989 (34 tuổi)  | 24   | 0   | Ulsan HD                |
| 24 | HV | Kim Ju-sung                | 12 tháng 12, 2000 (23 tuổi) | 2    | 0   | Seoul                   |
| 25 | HV | Kim Ji-soo                 | 24 tháng 12, 2004 (19 tuổi) | 0    | 0   | Brentford               |
| 26 | TV | Yang Hyun-jun              | 25 tháng 5, 2002 (21 tuổi)  | 1    | 0   | Celtic                  |

### Malaysia
Malaysia đã công bố đội hình chính thức của họ vào ngày 19 tháng 12 năm 2023.
Coach:  Kim Pan-gon
| Số | VT | Cầu thủ                     | Ngày sinh (tuổi)            | Trận | Bàn | Câu lạc bộ         |
| -- | -- | --------------------------- | --------------------------- | ---- | --- | ------------------ |
| 1  | TM | Azri Ghani                  | 30 tháng 4, 1999 (24 tuổi)  | 0    | 0   | Kuala Lumpur City  |
| 2  | HV | Matthew Davies (đội trưởng) | 7 tháng 2, 1995 (28 tuổi)   | 47   | 0   | Johor Darul Ta'zim |
| 3  | HV | Shahrul Saad                | 8 tháng 7, 1993 (30 tuổi)   | 54   | 5   | Johor Darul Ta'zim |
| 4  | HV | Daniel Ting                 | 1 tháng 12, 1992 (31 tuổi)  | 4    | 1   | Sabah              |
| 5  | HV | Syahmi Safari               | 5 tháng 2, 1998 (25 tuổi)   | 26   | 1   | Johor Darul Ta'zim |
| 6  | HV | Dominic Tan                 | 12 tháng 3, 1997 (26 tuổi)  | 24   | 0   | Sabah              |
| 7  | TĐ | Faisal Halim                | 7 tháng 1, 1998 (26 tuổi)   | 29   | 14  | Selangor           |
| 8  | TV | Stuart Wilkin               | 12 tháng 3, 1998 (25 tuổi)  | 16   | 4   | Sabah              |
| 9  | TĐ | Darren Lok                  | 14 tháng 12, 1990 (33 tuổi) | 30   | 6   | Sabah              |
| 10 | TV | Endrick                     | 7 tháng 3, 1995 (28 tuổi)   | 9    | 0   | Johor Darul Ta'zim |
| 11 | TĐ | Safawi Rasid                | 5 tháng 3, 1997 (26 tuổi)   | 58   | 20  | Johor Darul Ta'zim |
| 12 | TĐ | Arif Aiman Hanapi           | 4 tháng 5, 2002 (21 tuổi)   | 23   | 6   | Johor Darul Ta'zim |
| 13 | TĐ | Mohamadou Sumareh           | 20 tháng 9, 1994 (29 tuổi)  | 31   | 7   | Johor Darul Ta'zim |
| 14 | TV | Syamer Kutty Abba           | 1 tháng 10, 1997 (26 tuổi)  | 32   | 1   | Johor Darul Ta'zim |
| 15 | HV | Junior Eldstål              | 16 tháng 9, 1991 (32 tuổi)  | 21   | 0   | Dewa United        |
| 16 | TM | Syihan Hazmi                | 22 tháng 2, 1996 (27 tuổi)  | 18   | 0   | Johor Darul Ta'zim |
| 17 | TĐ | Paulo Josué                 | 13 tháng 3, 1989 (34 tuổi)  | 8    | 4   | Kuala Lumpur City  |
| 18 | TV | Brendan Gan                 | 3 tháng 6, 1988 (35 tuổi)   | 34   | 1   | Selangor           |
| 19 | TĐ | Akhyar Rashid               | 1 tháng 5, 1999 (24 tuổi)   | 46   | 10  | Johor Darul Ta'zim |
| 20 | TV | Afiq Fazail                 | 29 tháng 9, 1994 (29 tuổi)  | 5    | 0   | Johor Darul Ta'zim |
| 21 | HV | Dion Cools                  | 4 tháng 6, 1996 (27 tuổi)   | 21   | 4   | Buriram United     |
| 22 | HV | La'Vere Corbin-Ong          | 22 tháng 4, 1991 (32 tuổi)  | 31   | 4   | Johor Darul Ta'zim |
| 23 | TM | Sikh Izhan                  | 22 tháng 3, 2002 (21 tuổi)  | 1    | 0   | Negeri Sembilan    |
| 24 | TV | Natxo Insa                  | 9 tháng 6, 1986 (37 tuổi)   | 1    | 0   | Johor Darul Ta'zim |
| 25 | HV | Khuzaimi Piee               | 11 tháng 11, 1993 (30 tuổi) | 9    | 0   | Selangor           |
| 26 | TĐ | Romel Morales               | 23 tháng 8, 1997 (26 tuổi)  | 0    | 0   | Kuala Lumpur City  |

### Jordan
Jordan đã công bố danh sách sơ bộ 30 cầu thủ vào ngày 20 tháng 12 năm 2023. Đội hình cuối cùng được công bố vào ngày 31 tháng 12 năm 2023.
Huấn luyện viên:  Hussein Ammouta
| Số | VT | Cầu thủ                   | Ngày sinh (tuổi)            | Trận | Bàn | Câu lạc bộ      |
| -- | -- | ------------------------- | --------------------------- | ---- | --- | --------------- |
| 1  | TM | Yazid Abu Layla           | 8 tháng 1, 1993 (31 tuổi)   | 35   | 0   | Al-Jabalain     |
| 2  | HV | Mohammad Abu Hasheesh     | 9 tháng 5, 1995 (28 tuổi)   | 26   | 0   | Al-Ahed         |
| 3  | HV | Abdallah Nasib            | 25 tháng 2, 1994 (29 tuổi)  | 28   | 2   | Al-Hussein      |
| 4  | HV | Bara' Marei               | 15 tháng 4, 1994 (29 tuổi)  | 12   | 0   | Al-Faisaly      |
| 5  | HV | Yazan Al-Arab             | 31 tháng 1, 1996 (27 tuổi)  | 50   | 1   | Al-Shorta       |
| 6  | TV | Mohannad Abu Taha         | 2 tháng 2, 2003 (20 tuổi)   | 2    | 0   | Al-Wehdat       |
| 7  | TV | Mohammad Abu Zrayq        | 30 tháng 12, 1997 (26 tuổi) | 24   | 2   | Al-Ahli Tripoli |
| 8  | TV | Noor Al-Rawabdeh          | 24 tháng 2, 1997 (26 tuổi)  | 42   | 1   | Selangor        |
| 9  | TĐ | Ali Olwan                 | 26 tháng 3, 2000 (23 tuổi)  | 34   | 9   | Al-Shamal       |
| 10 | TV | Musa Al-Taamari           | 10 tháng 6, 1997 (26 tuổi)  | 63   | 12  | Montpellier     |
| 11 | TĐ | Yazan Al-Naimat           | 4 tháng 6, 1999 (24 tuổi)   | 35   | 11  | Al-Ahli         |
| 12 | TM | Abdallah Al-Fakhouri      | 22 tháng 1, 2000 (23 tuổi)  | 11   | 0   | Al-Wehdat       |
| 13 | TV | Mahmoud Al-Mardi          | 6 tháng 10, 1993 (30 tuổi)  | 52   | 7   | Al-Hussein      |
| 14 | TV | Rajaei Ayed               | 25 tháng 7, 1993 (30 tuổi)  | 48   | 0   | Al-Hussein      |
| 15 | TV | Ibrahim Sadeh             | 27 tháng 4, 2000 (23 tuổi)  | 26   | 1   | Al-Khor         |
| 16 | HV | Feras Shelbaieh           | 27 tháng 11, 1993 (30 tuổi) | 33   | 2   | Al-Wehdat       |
| 17 | HV | Salem Al-Ajalin           | 18 tháng 2, 1988 (35 tuổi)  | 29   | 2   | Al-Faisaly      |
| 18 | TV | Saleh Rateb               | 18 tháng 12, 1994 (29 tuổi) | 34   | 0   | Al-Wehdat       |
| 19 | HV | Anas Bani Yaseen          | 29 tháng 11, 1988 (35 tuổi) | 114  | 7   | Al-Faisaly      |
| 20 | TĐ | Hamza Al-Dardour          | 12 tháng 5, 1991 (32 tuổi)  | 121  | 35  | Al-Hussein      |
| 21 | TV | Nizar Al-Rashdan          | 23 tháng 3, 1999 (24 tuổi)  | 14   | 1   | Al-Faisaly      |
| 22 | TM | Ahmad Al-Juaidi           | 9 tháng 4, 2001 (22 tuổi)   | 0    | 0   | Shabab Al-Ordon |
| 23 | HV | Ihsan Haddad (đội trưởng) | 5 tháng 2, 1994 (29 tuổi)   | 69   | 2   | Al-Faisaly      |
| 24 | TV | Yousef Abu Jalboush       | 15 tháng 6, 1998 (25 tuổi)  | 4    | 0   | Al-Faisaly      |
| 25 | TV | Anas Al-Awadat            | 29 tháng 5, 1998 (25 tuổi)  | 12   | 0   | Al-Wehdat       |
| 26 | TV | Fadi Awad                 | 26 tháng 3, 1993 (30 tuổi)  | 5    | 0   | PDRM            |

### Bahrain
Bahrain đã công bố đội hình chính thức của họ vào ngày 31 tháng 12 năm 2023. Vào ngày 13 tháng 1 năm 2024, Ahmed Bughammar được thay thế bởi Salem Hussain.
Huấn luyện viên:  Juan Antonio Pizzi
| Số | VT | Cầu thủ                            | Ngày sinh (tuổi)            | Trận | Bàn | Câu lạc bộ       |
| -- | -- | ---------------------------------- | --------------------------- | ---- | --- | ---------------- |
| 1  | TM | Abdulkarim Fardan                  | 25 tháng 4, 1992 (31 tuổi)  | 1    | 0   | Al-Riffa         |
| 2  | HV | Amine Benadi                       | 9 tháng 5, 1993 (30 tuổi)   | 21   | 0   | Al-Muharraq      |
| 3  | HV | Waleed Al Hayam                    | 3 tháng 2, 1991 (32 tuổi)   | 104  | 0   | Al-Muharraq      |
| 4  | HV | Sayed Baqer                        | 14 tháng 4, 1994 (29 tuổi)  | 29   | 0   | Al-Riffa         |
| 5  | TV | Mohamed Abdulwahab                 | 13 tháng 11, 1989 (34 tuổi) | 18   | 1   | Al-Najma         |
| 6  | TV | Mohamed Al-Hardan                  | 6 tháng 10, 1997 (26 tuổi)  | 29   | 2   | Al-Khaldiya      |
| 7  | TV | Ali Madan                          | 30 tháng 11, 1995 (28 tuổi) | 83   | 11  | Ajman            |
| 8  | TV | Mohamed Marhoon                    | 12 tháng 2, 1998 (25 tuổi)  | 54   | 14  | Kuwait SC        |
| 9  | TĐ | Abdulla Yusuf Helal                | 12 tháng 6, 1993 (30 tuổi)  | 96   | 13  | Mladá Boleslav   |
| 10 | TV | Kamil Al-Aswad                     | 8 tháng 4, 1994 (29 tuổi)   | 92   | 12  | Al-Riffa         |
| 11 | TV | Ebrahim Al-Khattal                 | 19 tháng 9, 2000 (23 tuổi)  | 17   | 3   | Manama           |
| 12 | TV | Ali Hassan Isa                     | 21 tháng 5, 1999 (24 tuổi)  | 3    | 0   | Al-Riffa         |
| 13 | TV | Moses Atede                        | 17 tháng 12, 1997 (26 tuổi) | 3    | 0   | Kedah Darul Aman |
| 14 | TĐ | Abdullah Al-Hashsash               | 17 tháng 8, 1992 (31 tuổi)  | 8    | 2   | Al-Ahli          |
| 15 | TV | Jasim Al-Shaikh                    | 1 tháng 2, 1996 (27 tuổi)   | 59   | 4   | Al-Riffa         |
| 16 | TV | Mohammed Abdul Qayoom              | 4 tháng 6, 2001 (22 tuổi)   | 2    | 0   | Al-Riffa         |
| 17 | HV | Salem Hussain                      | 13 tháng 2, 2001 (22 tuổi)  | 0    | 0   | Al-Shabab        |
| 18 | HV | Mohamed Adel                       | 20 tháng 9, 1996 (27 tuổi)  | 32   | 0   | Al-Khaldiya      |
| 19 | HV | Hazza Ali                          | 9 tháng 6, 1995 (28 tuổi)   | 6    | 0   | Al-Riffa         |
| 20 | TĐ | Mahdi Al-Humaidan                  | 19 tháng 5, 1993 (30 tuổi)  | 54   | 5   | Al-Khaldiya      |
| 21 | TM | Sayed Mohammed Jaffer (đội trưởng) | 25 tháng 8, 1985 (38 tuổi)  | 161  | 0   | Al-Muharraq      |
| 22 | TM | Ebrahim Lutfalla                   | 24 tháng 9, 1992 (31 tuổi)  | 12   | 0   | Al-Ahli          |
| 23 | HV | Abdullah Al-Khalasi                | 2 tháng 9, 2003 (20 tuổi)   | 4    | 1   | Al-Muharraq      |
| 24 | TV | Jasim Khelaif                      | 22 tháng 2, 1998 (25 tuổi)  | 11   | 0   | East Riffa       |
| 25 | TV | Ibrahim Al-Wali                    | 12 tháng 6, 1997 (26 tuổi)  | 1    | 0   | Al-Najma         |
| 26 | HV | Hussain Al-Eker                    | 30 tháng 9, 2001 (22 tuổi)  | 1    | 0   | Al-Riffa         |

## Bảng F

### Ả Rập Xê Út
Ả Rập Xê Út đã công bố danh sách sơ bộ gồm 30 cầu thủ vào ngày 30 tháng 12 năm 2023. Đội hình cuối cùng được công bố vào ngày 2 tháng 1 năm 2024. Vào ngày 13 tháng 1, Nawaf Al-Aqidi, Abbas Al-Hassan và Ayman Yahya đã bị loại khỏi đội vì lý do kỷ luật và được thay thế bởi Mohammed Al-Rubaie, Mohammed Al-Breik và Talal Haji. Vào ngày 16 tháng 1 năm 2024, Fahad Al-Muwallad đã rút lui vì bị thương và được thay thế bởi Rayane Hamidou.
Huấn luyện viên:  Roberto Mancini
| Số | VT | Cầu thủ                       | Ngày sinh (tuổi)            | Trận | Bàn | Câu lạc bộ |
| -- | -- | ----------------------------- | --------------------------- | ---- | --- | ---------- |
| 1  | TM | Mohammed Al-Rubaie            | 14 tháng 8, 1997 (26 tuổi)  | 7    | 0   | Al-Ahli    |
| 2  | HV | Fawaz Al-Sqoor                | 23 tháng 4, 1996 (27 tuổi)  | 4    | 0   | Al-Shabab  |
| 3  | HV | Awn Al-Saluli                 | 2 tháng 9, 1998 (25 tuổi)   | 2    | 0   | Al-Taawoun |
| 4  | HV | Ali Lajami                    | 24 tháng 4, 1996 (27 tuổi)  | 4    | 0   | Al-Nassr   |
| 5  | HV | Ali Al-Bulaihi                | 21 tháng 11, 1989 (34 tuổi) | 47   | 1   | Al-Hilal   |
| 6  | TV | Eid Al-Muwallad               | 14 tháng 12, 2001 (22 tuổi) | 1    | 0   | Al-Okhdood |
| 7  | TV | Mukhtar Ali                   | 30 tháng 10, 1997 (26 tuổi) | 6    | 0   | Al-Fateh   |
| 8  | TV | Abdulellah Al-Malki           | 11 tháng 10, 1994 (29 tuổi) | 32   | 0   | Al-Hilal   |
| 9  | TĐ | Firas Al-Buraikan             | 14 tháng 5, 2000 (23 tuổi)  | 36   | 6   | Al-Ahli    |
| 10 | TV | Salem Al-Dawsari (đội trưởng) | 19 tháng 8, 1991 (32 tuổi)  | 78   | 22  | Al-Hilal   |
| 11 | TĐ | Saleh Al-Shehri               | 1 tháng 11, 1993 (30 tuổi)  | 29   | 15  | Al-Hilal   |
| 12 | HV | Saud Abdulhamid               | 18 tháng 7, 1999 (24 tuổi)  | 31   | 1   | Al-Hilal   |
| 13 | HV | Hassan Kadesh                 | 27 tháng 9, 1992 (31 tuổi)  | 3    | 0   | Al-Ittihad |
| 14 | TĐ | Talal Haji                    | 16 tháng 9, 2007 (16 tuổi)  | 0    | 0   | Al-Ittihad |
| 15 | TV | Abdullah Al-Khaibari          | 16 tháng 8, 1996 (27 tuổi)  | 18   | 0   | Al-Nassr   |
| 16 | TV | Sami Al-Najei                 | 7 tháng 2, 1997 (26 tuổi)   | 18   | 2   | Al-Nassr   |
| 17 | HV | Hassan Al-Tambakti            | 9 tháng 2, 1999 (24 tuổi)   | 26   | 0   | Al-Hilal   |
| 18 | TV | Abdulrahman Ghareeb           | 31 tháng 3, 1997 (26 tuổi)  | 21   | 2   | Al-Nassr   |
| 19 | HV | Rayane Hamidou                | 13 tháng 4, 2002 (21 tuổi)  | 0    | 0   | Al-Ahli    |
| 20 | TĐ | Abdullah Radif                | 20 tháng 1, 2003 (20 tuổi)  | 7    | 1   | Al-Shabab  |
| 21 | TM | Raghed Al-Najjar              | 20 tháng 9, 1996 (27 tuổi)  | 0    | 0   | Al-Nassr   |
| 22 | TM | Ahmed Al-Kassar               | 8 tháng 5, 1991 (32 tuổi)   | 0    | 0   | Al-Fayha   |
| 23 | TV | Mohamed Kanno                 | 22 tháng 9, 1994 (29 tuổi)  | 47   | 2   | Al-Hilal   |
| 24 | TV | Nasser Al-Dawsari             | 19 tháng 12, 1998 (25 tuổi) | 16   | 0   | Al-Hilal   |
| 25 | HV | Mohammed Al-Breik             | 15 tháng 9, 1992 (31 tuổi)  | 42   | 1   | Al-Hilal   |
| 26 | TV | Faisal Al-Ghamdi              | 13 tháng 8, 2001 (22 tuổi)  | 4    | 0   | Al-Ittihad |

### Thái Lan
Thái Lan đã công bố đội hình cuối cùng của họ vào ngày 3 tháng 1 năm 2024. Vào ngày 7 tháng 1, Ekanit Panya đã từ chối lệnh triệu tập tham dự giải đấu và được thay thế bởi Picha Autra.
Huấn luyện viên:  Masatada Ishii
| Số | VT | Cầu thủ                           | Ngày sinh (tuổi)            | Trận | Bàn | Câu lạc bộ                 |
| -- | -- | --------------------------------- | --------------------------- | ---- | --- | -------------------------- |
| 1  | TM | Siwarak Tedsungnoen               | 20 tháng 4, 1984 (39 tuổi)  | 33   | 0   | Buriram United             |
| 2  | HV | Santiphap Channgom                | 23 tháng 9, 1996 (27 tuổi)  | 2    | 0   | BG Pathum United           |
| 3  | HV | Theerathon Bunmathan (đội trưởng) | 6 tháng 2, 1990 (33 tuổi)   | 98   | 7   | Buriram United             |
| 4  | HV | Elias Dolah                       | 24 tháng 4, 1993 (30 tuổi)  | 13   | 1   | Bali United                |
| 5  | TV | Kritsada Kaman                    | 18 tháng 3, 1999 (24 tuổi)  | 31   | 0   | BG Pathum United           |
| 6  | TV | Sarach Yooyen                     | 30 tháng 5, 1992 (31 tuổi)  | 75   | 6   | BG Pathum United           |
| 7  | TV | Supachok Sarachat                 | 22 tháng 5, 1998 (25 tuổi)  | 29   | 7   | Hokkaido Consadole Sapporo |
| 8  | TV | Picha Autra                       | 7 tháng 1, 1996 (28 tuổi)   | 8    | 0   | Muangthong United          |
| 9  | TĐ | Supachai Chaided                  | 1 tháng 12, 1998 (25 tuổi)  | 31   | 5   | Buriram United             |
| 10 | TĐ | Suphanat Mueanta                  | 2 tháng 8, 2002 (21 tuổi)   | 14   | 6   | OH Leuven                  |
| 11 | TV | Bordin Phala                      | 20 tháng 12, 1994 (29 tuổi) | 39   | 6   | Port                       |
| 12 | HV | Nicholas Mickelson                | 24 tháng 7, 1999 (24 tuổi)  | 7    | 1   | OB                         |
| 13 | TV | Jaroensak Wonggorn                | 18 tháng 5, 1997 (26 tuổi)  | 8    | 0   | Muangthong United          |
| 14 | TV | Rungrath Poomchantuek             | 17 tháng 5, 1992 (31 tuổi)  | 5    | 0   | Bangkok United             |
| 15 | TĐ | Teerasak Poeiphimai               | 21 tháng 9, 2002 (21 tuổi)  | 7    | 0   | Port                       |
| 16 | HV | Jakkapan Praisuwan                | 16 tháng 8, 1994 (29 tuổi)  | 11   | 1   | BG Pathum United           |
| 17 | HV | Pansa Hemviboon                   | 8 tháng 7, 1990 (33 tuổi)   | 41   | 6   | Buriram United             |
| 18 | TV | Weerathep Pomphan                 | 19 tháng 9, 1996 (27 tuổi)  | 25   | 0   | Muangthong United          |
| 19 | TV | Pathompol Charoenrattanapirom     | 21 tháng 4, 1994 (29 tuổi)  | 20   | 1   | Port                       |
| 20 | TM | Saranon Anuin                     | 24 tháng 3, 1994 (29 tuổi)  | 0    | 0   | Chiangrai United           |
| 21 | HV | Suphanan Bureerat                 | 10 tháng 10, 1993 (30 tuổi) | 16   | 1   | Port                       |
| 22 | TV | Channarong Promsrikaew            | 17 tháng 4, 2001 (22 tuổi)  | 12   | 1   | Chonburi                   |
| 23 | TM | Patiwat Khammai                   | 24 tháng 12, 1994 (29 tuổi) | 6    | 0   | Bangkok United             |
| 24 | TV | Worachit Kanitsribampen           | 24 tháng 8, 1997 (26 tuổi)  | 14   | 2   | Port                       |
| 25 | TV | Peeradon Chamratsamee             | 15 tháng 9, 1992 (31 tuổi)  | 17   | 2   | Buriram United             |
| 26 | HV | Suphan Thongsong                  | 26 tháng 8, 1994 (29 tuổi)  | 12   | 0   | Bangkok United             |

### Kyrgyzstan
Kyrgyzstan đã công bố danh sách sơ bộ gồm 32 cầu thủ vào ngày 1 tháng 12 năm 2023. Vào ngày 25 tháng 12, Azim Azarov đã được thêm vào đội hình. Vào ngày 30 tháng 12, Erbol Atabayev đã rút khỏi đội hình vì chấn thương. Đội hình cuối cùng được công bố vào ngày 4 tháng 1 năm 2024. Vào ngày 16 tháng 1, Kurmanbek Nurlanbekov đã được thay thế bởi Alimardon Shukurov. Sau sự thay thế này, số áo của Adil Kadyrzhanov đã được chuyển từ 22 sang 4 và Shukurov được trao chiếc áo số 22.
Huấn luyện viên:  Štefan Tarkovič
| Số | VT | Cầu thủ                             | Ngày sinh (tuổi)            | Trận | Bàn | Câu lạc bộ          |
| -- | -- | ----------------------------------- | --------------------------- | ---- | --- | ------------------- |
| 1  | TM | Erzhan Tokotayev                    | 17 tháng 7, 2000 (23 tuổi)  | 18   | 0   | Şanlıurfaspor       |
| 2  | HV | Khristiyan Brauzman                 | 15 tháng 8, 2003 (20 tuổi)  | 13   | 0   | Abdysh-Ata Kant     |
| 3  | HV | Tamirlan Kozubayev                  | 1 tháng 7, 1994 (29 tuổi)   | 48   | 2   | Eastern             |
| 4  | TV | Adil Kadyrzhanov                    | 14 tháng 7, 2000 (23 tuổi)  | 1    | 0   | Dordoi Bishkek      |
| 5  | HV | Ayzar Akmatov                       | 24 tháng 8, 1998 (25 tuổi)  | 21   | 1   | Abdysh-Ata Kant     |
| 6  | HV | Amantur Shamurzayev                 | 25 tháng 1, 2000 (23 tuổi)  | 0    | 0   | Abdysh-Ata Kant     |
| 7  | TĐ | Joel Kojo                           | 21 tháng 8, 1998 (25 tuổi)  | 8    | 2   | Dinamo Samarqand    |
| 8  | TV | Azim Azarov                         | 20 tháng 9, 1996 (27 tuổi)  | 6    | 1   | Abdysh-Ata Kant     |
| 9  | TĐ | Ernist Batyrkanov                   | 21 tháng 2, 1998 (25 tuổi)  | 27   | 3   | Abdysh-Ata Kant     |
| 10 | TV | Gulzhigit Alykulov                  | 25 tháng 11, 2000 (23 tuổi) | 27   | 4   | Neman Grodno        |
| 11 | HV | Bekzhan Sagynbayev                  | 11 tháng 9, 1994 (29 tuổi)  | 35   | 4   | Dordoi Bishkek      |
| 12 | TV | Odilzhon Abdurakhmanov              | 18 tháng 3, 1996 (27 tuổi)  | 34   | 2   | Maktaaral           |
| 13 | TM | Sultan Chomoev                      | 20 tháng 1, 2003 (20 tuổi)  | 0    | 0   | Dordoi Bishkek      |
| 14 | HV | Aleksandr Mishchenko                | 30 tháng 7, 1997 (26 tuổi)  | 15   | 0   | Dordoi Bishkek      |
| 15 | TV | Kai Merk                            | 28 tháng 8, 1998 (25 tuổi)  | 7    | 1   | Union Titus Pétange |
| 16 | TM | Marsel Islamkulov                   | 18 tháng 4, 1994 (29 tuổi)  | 1    | 0   | Abdysh-Ata Kant     |
| 17 | HV | Suyuntbek Mamyraliyev               | 7 tháng 1, 1998 (26 tuổi)   | 8    | 0   | Dordoi Bishkek      |
| 18 | HV | Kayrat Zhyrgalbek uulu (đội trưởng) | 13 tháng 6, 1993 (30 tuổi)  | 65   | 4   | Abdysh-Ata Kant     |
| 19 | TV | Beknaz Almazbekov                   | 23 tháng 6, 2005 (18 tuổi)  | 4    | 0   | Galatasaray         |
| 20 | HV | Bakhtiyar Duyshobekov               | 3 tháng 6, 1995 (28 tuổi)   | 41   | 3   | Muras United        |
| 21 | TV | Farkhat Musabekov                   | 3 tháng 1, 1994 (30 tuổi)   | 55   | 2   | Abdysh-Ata Kant     |
| 22 | TV | Alimardon Shukurov                  | 28 tháng 9, 1999 (24 tuổi)  | 28   | 5   | Neman Grodno        |
| 23 | TV | Nurdoolot Stalbekov                 | 13 tháng 9, 2001 (22 tuổi)  | 1    | 0   | Alay                |
| 24 | TV | Kimi Merk                           | 6 tháng 7, 2004 (19 tuổi)   | 3    | 0   | Pakhtakor Tashkent  |
| 25 | TĐ | Dastanbek Toktosunov                | 2 tháng 9, 2002 (21 tuổi)   | 2    | 0   | Neftchi Kochkor-Ata |
| 26 | TV | Atay Dzhumashev                     | 15 tháng 9, 1998 (25 tuổi)  | 4    | 0   | Abdysh-Ata Kant     |

### Oman
Oman đã công bố danh sách sơ bộ gồm 29 cầu thủ vào ngày 10 tháng 12 năm 2023. Vào ngày 19 tháng 12, Muhammad Al-Amiri đã rút lui vì chấn thương và được thay thế bởi Juma Al-Habsi. Đội hình cuối cùng được công bố vào ngày 4 tháng 1 năm 2024.
Huấn luyện viên:  Branko Ivanković
| Số | VT | Cầu thủ                       | Ngày sinh (tuổi)            | Trận | Bàn | Câu lạc bộ     |
| -- | -- | ----------------------------- | --------------------------- | ---- | --- | -------------- |
| 1  | TM | Ibrahim Al-Mukhaini           | 20 tháng 6, 1997 (26 tuổi)  | 22   | 0   | Al-Nahda       |
| 2  | HV | Ghanim Al-Habashi             | 4 tháng 8, 1998 (25 tuổi)   | 0    | 0   | Al-Nahda       |
| 3  | TV | Fahmi Durbin                  | 10 tháng 10, 1993 (30 tuổi) | 30   | 0   | Al-Nasr        |
| 4  | TV | Arshad Al-Alawi               | 12 tháng 4, 2000 (23 tuổi)  | 31   | 7   | Al-Seeb        |
| 5  | HV | Juma Al-Habsi                 | 28 tháng 1, 1996 (27 tuổi)  | 28   | 0   | Ibri           |
| 6  | HV | Ahmed Al-Khamisi              | 26 tháng 11, 1991 (32 tuổi) | 36   | 0   | Al-Seeb        |
| 7  | TĐ | Issam Al-Sabhi                | 1 tháng 5, 1997 (26 tuổi)   | 34   | 8   | Al-Nahda       |
| 8  | TĐ | Zahir Al-Aghbari              | 28 tháng 5, 1999 (24 tuổi)  | 33   | 0   | Al-Seeb        |
| 9  | TV | Omar Al-Malki                 | 4 tháng 1, 1994 (30 tuổi)   | 14   | 4   | Al-Nahda       |
| 10 | TV | Jameel Al-Yahmadi             | 27 tháng 7, 1996 (27 tuổi)  | 59   | 3   | Al-Kharaitiyat |
| 11 | TĐ | Muhsen Al-Ghassani            | 27 tháng 3, 1997 (26 tuổi)  | 46   | 8   | Al-Seeb        |
| 12 | TV | Abdullah Fawaz                | 3 tháng 10, 1996 (27 tuổi)  | 33   | 5   | Al-Nahda       |
| 13 | TV | Mataz Saleh                   | 28 tháng 5, 1996 (27 tuổi)  | 23   | 3   | Dhofar         |
| 14 | HV | Ahmed Al-Kaabi                | 15 tháng 9, 1996 (27 tuổi)  | 31   | 0   | Al-Nahda       |
| 15 | TV | Musab Al-Mamari               | 22 tháng 1, 2000 (23 tuổi)  | 12   | 0   | Al-Nasr        |
| 16 | HV | Khalid Al-Braiki              | 3 tháng 7, 1993 (30 tuổi)   | 32   | 0   | Al-Shabab      |
| 17 | HV | Ali Al-Busaidi                | 21 tháng 3, 1991 (32 tuổi)  | 76   | 1   | Al-Seeb        |
| 18 | TM | Faiz Al-Rushaidi (đội trưởng) | 19 tháng 7, 1988 (35 tuổi)  | 67   | 0   | Manama         |
| 19 | HV | Mahmood Al-Mushaifri          | 14 tháng 1, 1993 (30 tuổi)  | 28   | 0   | Al-Nasr        |
| 20 | TV | Salaah Al-Yahyaei             | 17 tháng 8, 1998 (25 tuổi)  | 47   | 8   | Al-Nahda       |
| 21 | HV | Abdulaziz Al-Gheilani         | 14 tháng 5, 1995 (28 tuổi)  | 14   | 0   | Al-Nahda       |
| 22 | TM | Ahmed Al-Rawahi               | 5 tháng 5, 1994 (29 tuổi)   | 5    | 0   | Al-Seeb        |
| 23 | TV | Harib Al-Saadi                | 1 tháng 2, 1990 (33 tuổi)   | 78   | 1   | Al-Nahda       |
| 24 | TV | Tamim Al-Balushi              | 3 tháng 11, 1999 (24 tuổi)  | 3    | 0   | Al-Seeb        |
| 25 | TĐ | Abdullah Al-Mushaifri         | 27 tháng 11, 2001 (22 tuổi) | 0    | 0   | Dhofar         |
| 26 | TĐ | Abdulrahman Al-Mushaifri      | 16 tháng 8, 1998 (25 tuổi)  | 5    | 0   | Al-Seeb        |

## Thống kê

### Theo độ tuổi

#### Cầu thủ
- Cầu thủ lớn tuổi nhất:  Siwarak Tedsungnoen (39 năm, 267 ngày)
- Cầu thủ trẻ tuổi nhất:  Talal Haji (16 năm, 118 ngày)

#### Thủ môn
- Thủ môn lớn tuổi nhất:  Siwarak Tedsungnoen (39 năm, 267 ngày)
- Thủ môn trẻ tuổi nhất:  Maksim Sarraf (18 năm, 303 ngày)

#### Đội trưởng
- Đội trưởng lớn tuổi nhất:  Sunil Chhetri (39 năm, 162 ngày)
- Đội trưởng trẻ tuổi nhất:  Asnawi Mangkualam (24 năm, 100 ngày)

#### Huấn luyện viên
- Huấn luyện viên lớn tuổi nhất:  Branko Ivanković ( Oman) (69 năm, 318 ngày)
- Huấn luyện viên trẻ tuổi nhất:  Jesús Casas ( Iraq) (50 năm, 81 ngày)

### Theo câu lạc bộ
| cầu thủ | Câu lạc bộ |
| ------- | --- |
| 14      | Johor Darul Ta'zim |
| 11      | Al-Sadd |
| 10      | Al-Ahed, Istiklol |
| 9       | Al-Riffa, Al-Nahda, Al-Hilal |
| 8       | Abdysh-Ata Kant, Al-Seeb |
| 7       | Kitchee, Mohun Bagan, Al-Faisaly, Al-Jazira, Pakhtakor Tashkent, Công an Hà Nội, Hà Nội                                                            |
| 6       | Mumbai City, Al-Wehdat, Al-Ansar, Hilal Al-Quds, Buriram United, Port                                                                              |
| 5       | Shanghai Port, Sepahan, Al-Shorta, Ulsan HD, Dordoi Bishkek, Al-Duhail, Al-Nassr, Celtic, BG Pathum United, Al-Ain, Al-Wasl, Shabab Al Ahli, Nasaf |

### Theo quốc tịch câu lạc bộ
| Cầu thủ | Câu lạc bộ AFC         |
| ------- | ---------------------- |
| 33      | Qatar                  |
| 31      | UAE                    |
| 30      | Ả Rập Xê Út            |
| 29      | Malaysia               |
| 28      | Trung Quốc, Ấn Độ      |
| 27      | Thái Lan               |
| 26      | Việt Nam               |
| 25      | Bahrain                |
| 24      | Oman                   |
| 22      | Hồng Kông, Uzbekistan  |
| 21      | Liban                  |
| 20      | Indonesia              |
| 18      | Jordan                 |
| 17      | Kyrgyzstan, Tajikistan |
| 15      | Iran                   |
| 14      | Palestine              |
| 12      | Iraq, Hàn Quốc         |
| 10      | Nhật Bản               |
| 8       | Syria                  |
| 4       | Úc                     |
| 3       | Kuwait                 |

| Cầu thủ | Các câu lạc bộ ngoài AFC |
| ------- | --- |
| 19      | Anh |
| 12      | Đức |
| 10      | Bỉ, Scotland |
| 8       | Hà Lan, Thụy Điển |
| 7       | Pháp |
| 6       | Nga |
| 5       | Thổ Nhĩ Kỳ |
| 4       | Hy Lạp |
| 3       | Đan Mạch, Na Uy, Bồ Đào Nha |
| 3       | Argentina, Kazakhstan |
| 2       | Belarus, Séc, Ai Cập, |
| 1       | Azerbaijan, Bulgaria, Canada, Chile, Croatia, Síp, Ý, Libya, Luxembourg, México, Moldova, Perú, Ba Lan, Serbia, Slovakia, Tây Ban Nha |

### Theo liên đoàn câu lạc bộ
| Cầu thủ | Liên đoàn |
| ------- | --------- |
| 497     | AFC       |
| 117     | UEFA      |
| 5       | CONMEBOL  |
| 3       | CAF       |
| 2       | CONCACAF  |

### Bởi đại diện của giải đấu trong nước
| Đội tuyển quốc gia | Cầu thủ |
| ------------------ | ------- |
| Ấn Độ              | 26      |
| Qatar              | 26      |
| Ả Rập Xê Út        | 26      |
| UAE                | 26      |
| Việt Nam           | 26      |
| Trung Quốc         | 25      |
| Malaysia           | 24      |
| Oman               | 24      |
| Bahrain            | 22      |
| Thái Lan           | 22      |
| Hồng Kông          | 21      |
| Liban              | 19      |
| Tajikistan         | 19      |
| Kyrgyzstan         | 17      |
| Indonesia          | 16      |
| Jordan             | 16      |
| Uzbekistan         | 16      |
| Palestine          | 14      |
| Iran               | 12      |
| Hàn Quốc           | 11      |
| Iraq               | 9       |
| Syria              | 8       |
| Nhật Bản           | 5       |
| Úc                 | 4       |

### Tuổi trung bình của các đội
| Tuổi trung bình | Các quốc gia                                             |
| --------------- | -------------------------------------------------------- |
| 29              | Iran, Liban                                              |
| 28              | Thái Lan, Malaysia, Trung Quốc                           |
| 27              | Jordan, Hồng Kông, Oman, Hàn Quốc, Qatar, Syria, Bahrain |
| 26              | Ả Rập Xê Út, Úc, Ấn Độ, Palestine                        |
| 25              | Tajikistan, UAE, Iraq, Nhật Bản, Uzbekistan              |
| 24              | Indonesia, Kyrgyzstan, Việt Nam                          |

### Đại diện huấn luyện viên theo quốc gia
Huấn luyện viên in đậm đại diện cho quốc gia của họ.
| Số | Quốc gia    | Huấn luyện viên                                                          |
| -- | ----------- | ------------------------------------------------------------------------ |
| 3  | Croatia     | Branko Ivanković (Oman), Petar Šegrt (Tajikistan), Igor Štimac (Ấn Độ)   |
| 3  | Tây Ban Nha | Jesús Casas (Iraq), Tintín Márquez (Qatar), Juan Antonio Pizzi (Bahrain) |
| 2  | Nhật Bản    | Hajime Moriyasu, Masatada Ishii (Thái Lan)                               |
| 2  | Hàn Quốc    | Kim Pan-gon (Malaysia), Shin Tae-yong (Indonesia)                        |
| 1  | Argentina   | Héctor Cúper (Syria)                                                     |
| 1  | Úc          | Graham Arnold                                                            |
| 1  | Pháp        | Philippe Troussier (Việt Nam)                                            |
| 1  | Đức         | Jürgen Klinsmann (Hàn Quốc)                                              |
| 1  | Iran        | Amir Ghalenoei                                                           |
| 1  | Ý           | Roberto Mancini (Ả Rập Xê Út)                                            |
| 1  | Montenegro  | Miodrag Radulović (Li-băng)                                              |
| 1  | Morocco     | Hussein Ammouta (Jordan)                                                 |
| 1  | Na Uy       | Jørn Andersen (Hồng Kông)                                                |
| 1  | Bồ Đào Nha  | Paulo Bento (Các Tiểu vương quốc Ả Rập Thống nhất)                       |
| 1  | Serbia      | Aleksandar Janković (Trung Quốc)                                         |
| 1  | Slovakia    | Štefan Tarkovič (Kyrgyzstan)                                             |
| 1  | Slovenia    | Srečko Katanec (Uzbekistan)                                              |
| 1  | Tunisia     | Makram Daboub (Palestine)                                                |